# Biblioteca Piccolomini
La Biblioteca Piccolomini (en italiano: Libreria Piccolomini) es un entorno monumental ubicado en la catedral de Siena.
Situada a lo largo de la nave izquierda, antes del crucero, fue construido en 1492 por encargo del arzobispo de Siena Francesco Todeschini Piccolomini (más tarde papa Pío III) para preservar el rico patrimonio de libros coleccionados por su tío, el papa Pío II. Entre 1502 y 1507 fue completamente decorada con frescos de Pinturicchio, con la ayuda del boloñés Amico Aspertini y el joven Rafael Sanzio.

## Historia

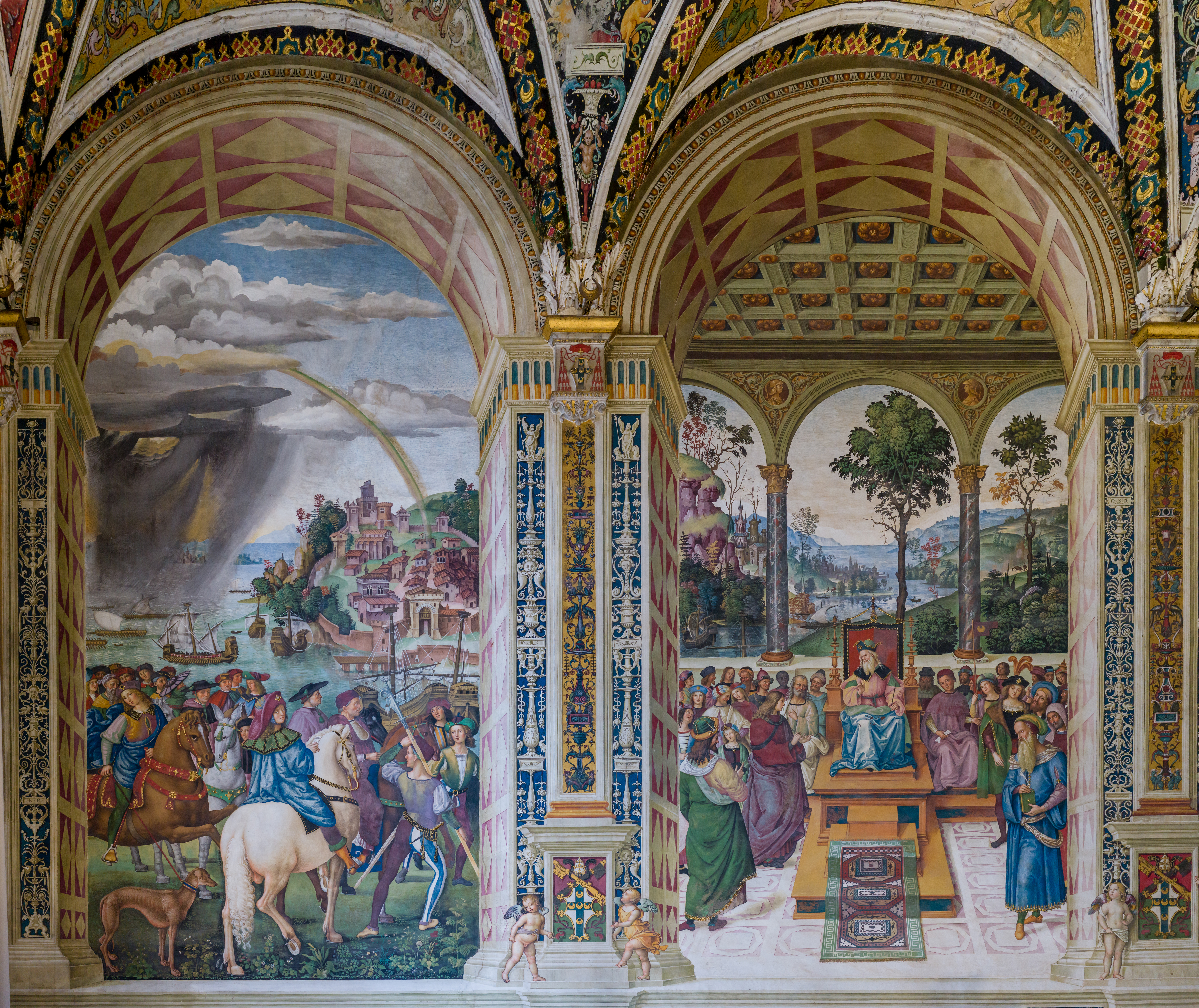
Enea Silvio Piccolomini parte per il concilio di Basilea y Enea Silvio alla corte di Scozia

Mientras dirigía la sede sienesa, el arzobispo Francesco Todeschini Piccolomini buscaba poder construir un lugar que pudiera acoger la gran colección de libros que su tío, el papa Pío II (Eneas Silvio Piccolomini), había reunido durante su juventud. Fallecido en 1464, su sobrino Francesco había heredado la colección, y, entre 1492 y 1502, planeó construir una biblioteca junto a la catedral, donde se encontraba la rectoría.
A partir de 1497, Lorenzo di Mariano realizó el exterior de mármol de la biblioteca, con los dos arcos que enmarcan, de un lado la puerta de entrada a la capilla, y del otro una ronda en el que se colocó una estatua que representa a San Juan Evangelista, colocada recién en el siglo XVII (de la imagen es incierta la fecha de elaboración, la atribución y la procedencia, aunque se cree que fue esculpida por Giovanni di Stefano a finales del siglo XV).
La decoración pictórica de la biblioteca, uno de los principales conjuntos pictóricos de la Italia de principios del siglo XVI, fue confiada a Pinturicchio, pintor de Umbría que estaba, por entonces, en el apogeo de su fama, luego de su éxito en la Curia romana. El contrato fue firmado 29 de junio de 1502, y es uno de los raros casos contractuales para realizar obras pictóricas en la época renacentista que ha llegado a nuestros días: fue publicado por Gaetano Milanesi como un archivo adjunto a su comentario sobre la Vida de Pinturicchio de Giorgio Vasari. Decorado brillantemente con grutescos, las paredes rememoran diez historias de la vida de Pío II, en la que la mano del artista estuvo desde los primeros bocetos, y como director de la obra.

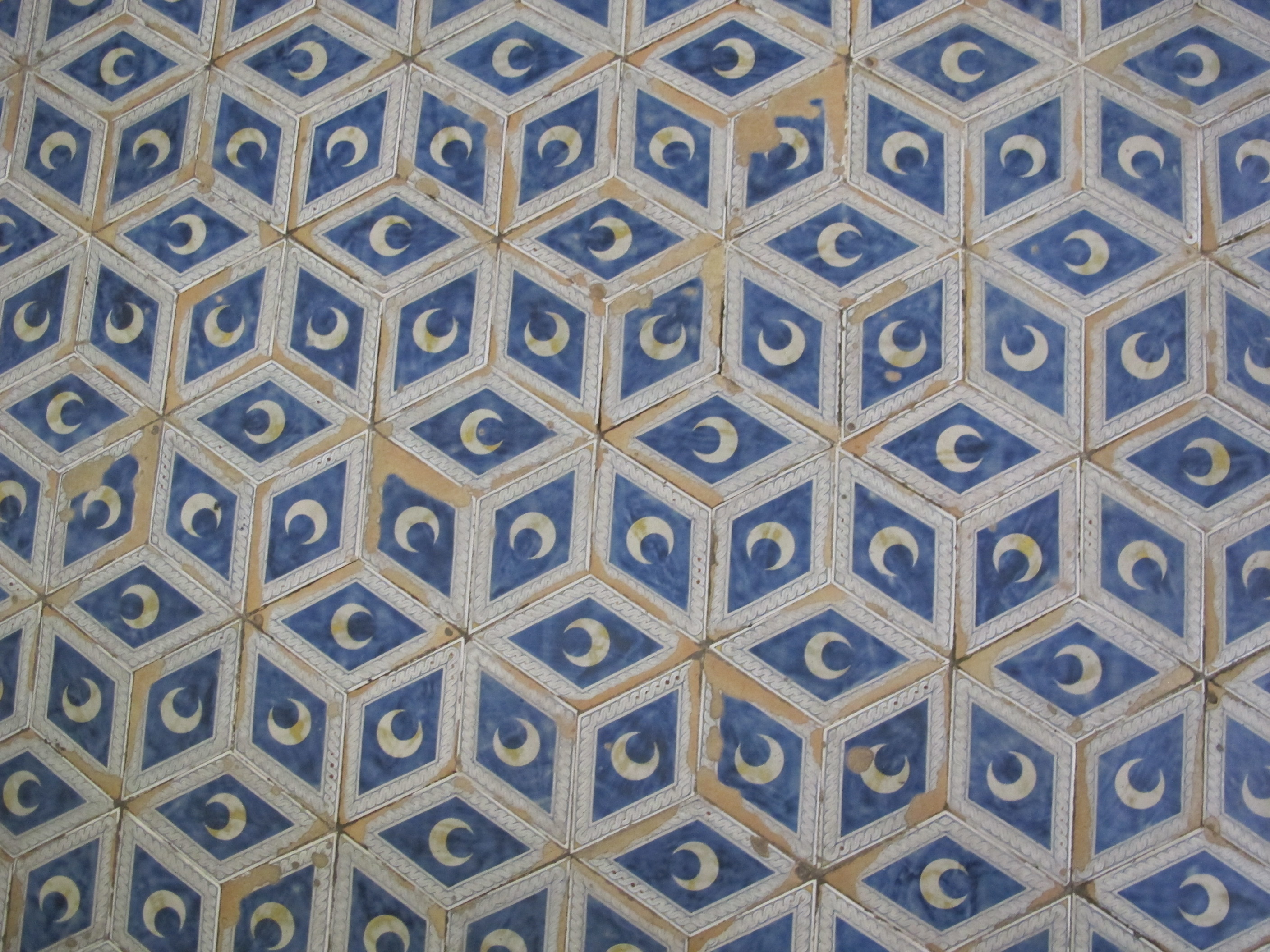
Pavimento.

Para el año 1503, la primera fase de la obra estaba completada. El 22 de septiembre de ese año, el promotor de la obra había sido elegido papa con el nombre de Pío III, solo para morir 26 días más tarde. El 18 de octubre las obras de la biblioteca fueron interrumpidas, y Pinturicchio se dedica a otras obras, sin dejar Siena.
En el año 1505 se comienzan a concluir los frescos de la vida de Pío II, a través de un nuevo contrato firmado con los herederos del fallecido Piccolomini, aunque no existe rastro de él. En 1507 el contrato fue concluido, lo que coincide con la fecha en que el pintor comienza a aceptar otros encargos de Umbría. Entre los ayudantes que trabajaron junto a él se encontraban Amico Aspertini y el joven Rafael Sanzio, lo que demuestra la importancia de la empresa. En cualquier caso, los pagos fueron seguidos durante un par de años. 
En la biblioteca se creó un programa iconográfico inusual para inicios del siglo XVI. Por un lado exaltaba la legitimidad del poder papal, en pleno debate en la época, sobre todo con el advenimiento del famoso predicador Girolamo Savonarola; pero por otro elogiaba a Pío II, humanista de renombre.
Años más tarde, en fecha no especificada, el cardenal Francesco Bandini Piccolomini mandó a esculpir el monumento a la guerra que se encuentra en la pared exterior, a la izquierda del prospecto realizado por Mariano. Se trata de un monumento donde destaca la figura de Cristo redentor, tallado en honor al hermano y sobrino del patrocinador: Bandino y Germánico Bandini Piccolomini había comenzado la carrera eclesiástica y murieron prematuramente en 1521 y 1569, respectivamente. El artista permanece sin identificar.

## Descripción y estilo
La biblioteca, con vistas a la nave por un portal de mármol, consta de dos arcos con decoraciones en bajorrelieve, realizadas durante 1497. A la derecha se encuentra un pequeño altar con la estatua de San Juan Evangelista y una Pietà de madera, ambas obras de Giovanni di Stefano. La entrada a la biblioteca se encuentra a la izquierda, donde se levantan dos columnas de bronce realizadas por Antonio Ormanni en 1497. Sobre la puerta se encuentra el fresco Coronación de Pío III, también obra de Pinturicchio (1503-1508).
Formada por un aula de planta rectangular, se encuentra cubierta por una bóveda de pabellón e iluminada por dos ventanales de altura. La arquitectura solemne es acompañada por muebles de gran calidad: de madera para los códigos, tallados por los célebres Barili; piso embaldosado triangular con la media luna del escudo de armas de los Piccolomini (reconstruido en el siglo XIX). Allí se colocó una antigua copia de la escultura en mármol de las Tres Gracias, traída desde el palacio que poseía la familia en Roma, y datada hacia el siglo III. Tiene una base tallada por Giovanni di Stefano.
Aunque los libros de Pío II nunca llegaron a Siena, actualmente se exponen textos corales y antifonarios realizados por Liberale da Verona y Gerolamo da Cremona durante el tercer cuarto del siglo XV, así como otros ejemplares hechos por Sano di Pietro, Pellegrino di Mariano, Guidoccio Cozzarelli, propiedad de la Catedral y del Hospital de Santa María della Scala.
La serie de frescos sobre la vida de Pío II marcó la apoteosis del estilo narrativo pictórico del siglo XV, de manera gentil e impregnado de influencias flamencas. Hay un efecto de un orden racional y estable, pero que aún refleja un tipo de pensamiento que va perdiendo terreno. El resultado es abrumador pero, en la época en que es terminado, se verá contrapuesto a las nuevas técnicas pictóricas: para 1507, Rafael Sanzio finalizaba su Traslado de Cristo y Miguel Ángel estaba por firmar su contrato para pintar la Bóveda de la Capilla Sixtina.

### Bóveda

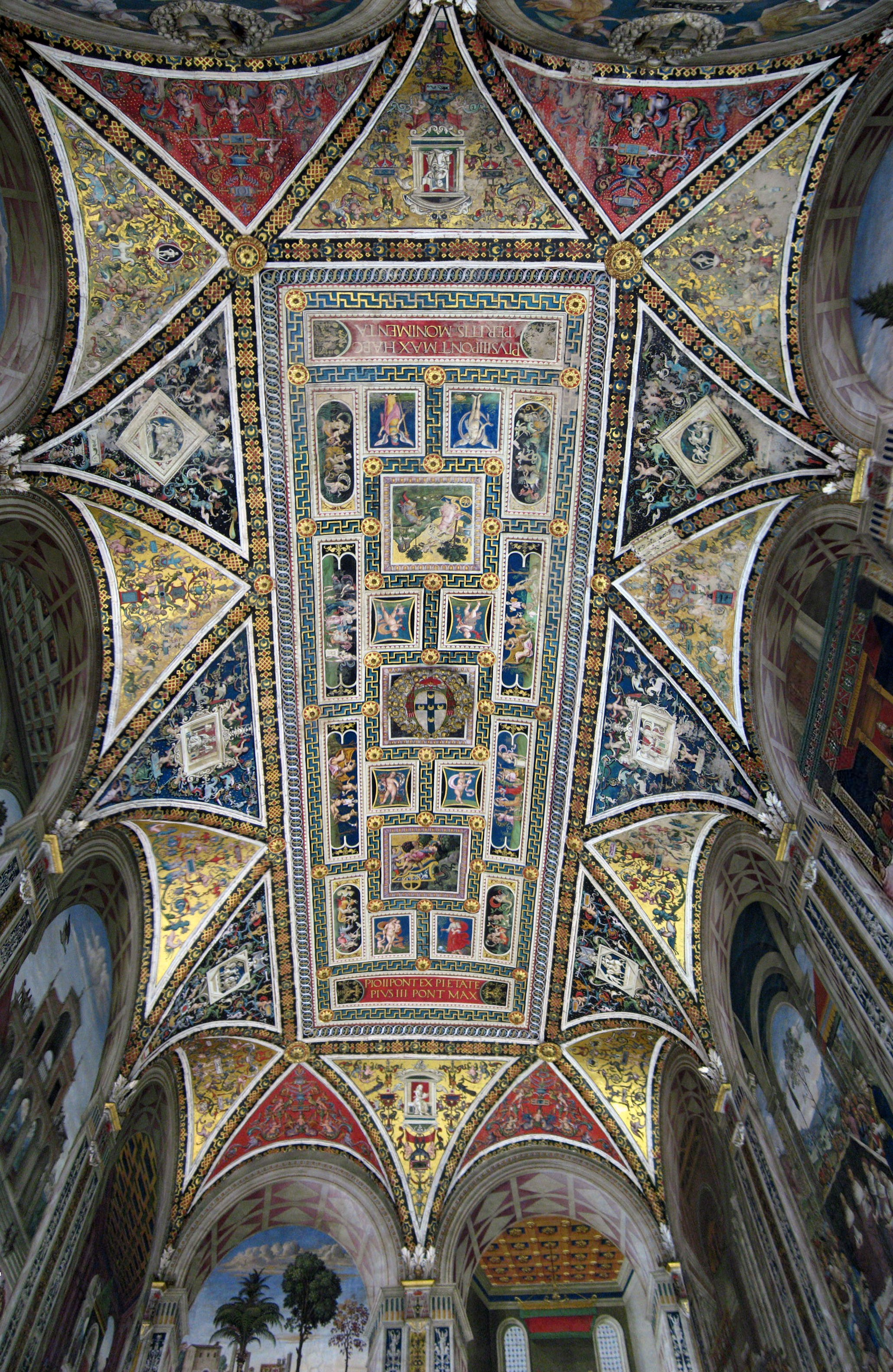
Bóveda.

La bóveda se compone de un largo rectángulo central afirmada por velas y columnas de bóveda reducidas a la mitad. La decoración se inspira en el Domus Aurea, redescubierto en aquella época y frecuentemente imitada, pero siguiendo un estilo más medieval, con cruceros. Los lados largos tienen cuatro velas en fondo amarillo y tres columnas con fondo azul, mientras que los lados cortos tienen un penacho amarillo y dos velas rojas. Los colores brillantes son cubiertas por un denso grutesco a la antigua.
El rectángulo central se divide en frisos y compartimentos geométricos, inspirado en las bóvedas del palacio de Nerón, con el escudo de armas de los Piccolomini en una guirnalda. De los compartimentos, se atribuye la pintura a Girolamo del Pacchia, con las virtudes y mitos paganos inspirados en relieves de sarcófagos. Para las cuatro figuras de las virtudes, se ha propuesto el nombre del miniaturista Littifredi Corbizi, quien los habría realizado en 1494.
La escena de la Violación de Proserpina fue realizado a partir de un dibujo hecho por Amico Aspertini de un sarcófago romano, actualmente atesorado en el Códice Wolfegg (cc. 36v-37r). Asperti añadió una figura masculina en un carro tirado por dos serpientes en el punto donde se rompe la calma representada en el sarcófago (visible hoy en el Museo del Louvre), donde debía aparecer Ceres, madre de Proserpina. Pinturicchio, o sus coetáneos, copiaron el diseño y lo interpretaron como Saturno.
Fue una compleja reinvención de temas antiguos, buscando un renacimiento en contraste con la erudición fantástica del siglo XV.

### Muros

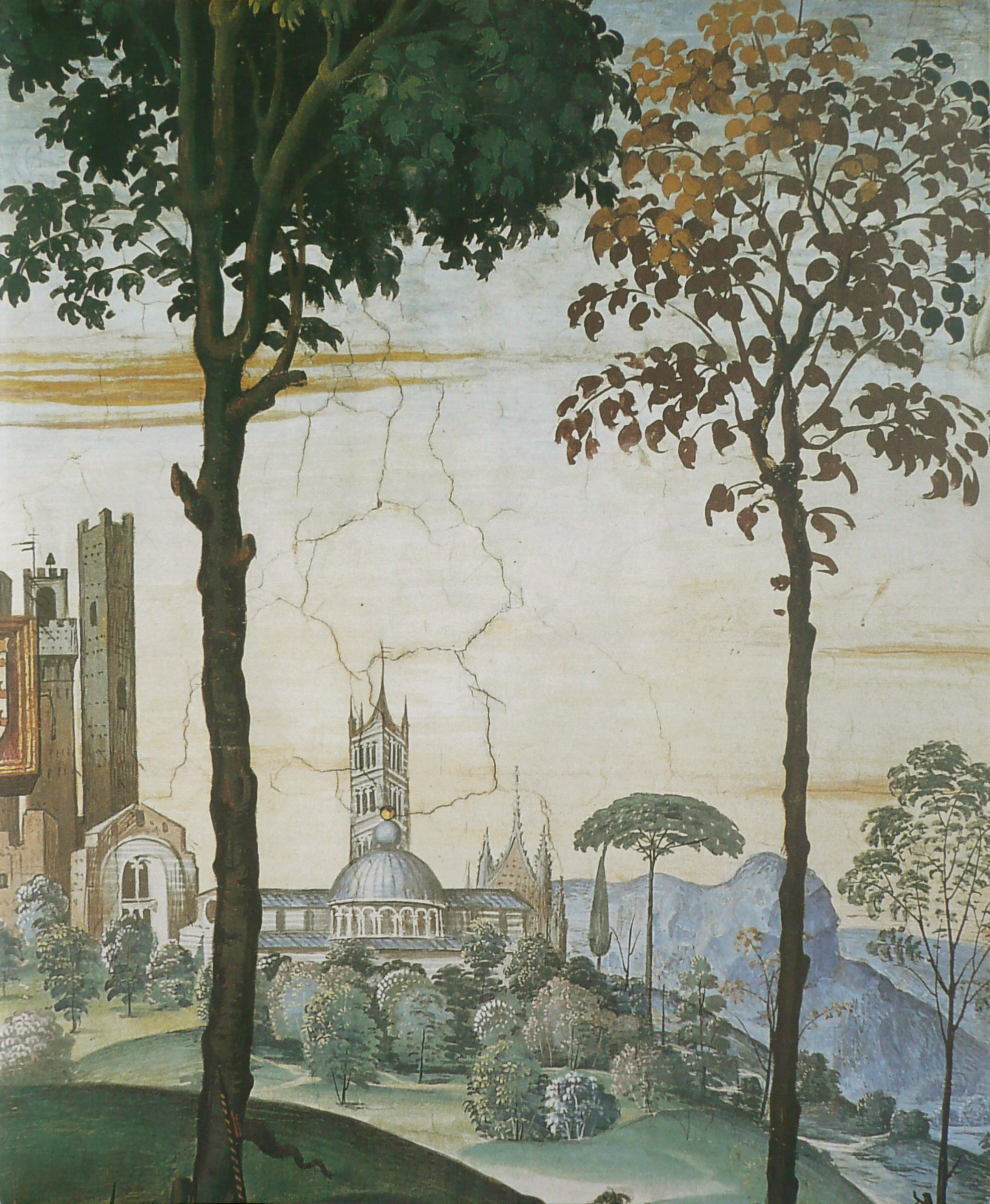
Detalle del fresco de la presentación de Leonor de Portugal al emperador Federico III, donde se aprecia la ciudad de Siena.

Los muros están divididos en diez arcos, con un marco que simula arcos en escorzo. Los falsos pilares decorados con grutescos, a continuación, constituyen una especie de pórtico, que se apoya en un parapeto en relieves de mármol de imitación, que contienen inscripciones antiguas y explicativas en letras mayúsculas de oro sobre fondo azul de una calidad estética exquisita.
El tema de la decoración al fresco era una "crónica pintada" de la vida de Pío II, a partir de la biografía escrita por Giovanni Antonio Campano y los Commentari escritos por el mismo Pío. Los diseños de las escenas se encargan de la organización de la multitud de personajes, diseñado para resaltar las acciones del personaje principal, y están ambientadas tanto en interiores como en exteriores, donde los paisajes agradables se intercalan con escenas urbanas monumentales.
Actualmente se establece que la etapa de diseño, por parte de Pinturicchio, contó con la colaboración de un joven "de la escuela de Pedro (Perugino)": el joven Rafael Sanzio. A propósito de la vida de Pinturicchio, Vasari escribió que el estudiante había pintado "algunos" de los dibujos y bocetos, mientras que en la biografía de Rafael se contradice con la asignación de bocetos y dibujos. Uno de estos dibujos fue atesorado en Siena en la época en que se escribió Le Vite, mientras que otros fueron guardados en el libro personal de dibujos de Rafael. Hoy la crítica tiende a reconocer, después de la resistencia inicial, dos pequeñas cajas de cartón (una perteneciente a la familia sienés Baldeschi, que lo recibió en 1586 de los Piccolomini; y otra guardada en el Gabinete de Dibujos y Grabados de los Uffizi) y algunos dibujos (guardados hoy en los Museos Ashmolean, Uffizi y Louvre) de la mano de Rafael para esta empresa.
Los frescos, con toda seguridad, pertenecen a Pinturicchio y sus ayudantes (incluyendo quizás a los sieneses Girolamo del Pacchia y Giacomo Pacchiarotto), además de Rafael. El estilo es similar al de las miniaturas: nítido, lleno de colores brillantes en sintonía, lleno de adornos y aplicaciones tridimensionales en forma de tableta de oro, sobre las armas, joyas, acabados, etc.

#### Eneas Silvio parte al Concilio de Basilea

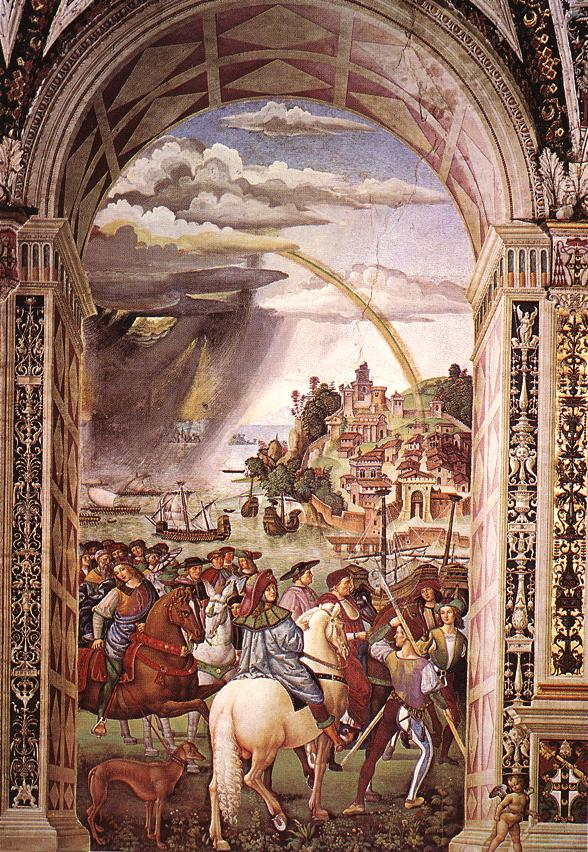
Eneas Silvio parte al Concilio de Basilea.

El elegante jinete en el centro de la composición, que camina en dirección contraria al espectador, es Eneas Silvio Piccolomini de 26 años de edad. Las desgracias del inicio de su viaje para poder participar del Concilio de Basilea se recuerdan en los Commentari, donde se citan la tormenta que le sorprendió entre las islas de Elba y Córcega, y que es representada como una predicción por medio de la nube oscura de la izquierda. El arco iris, con el que contrasta a la derecha de la pintura, representa el éxito final del viaje, entre Porto Venere y Génova, y el pacífico retorno.
Rara es la descripción de un evento temporalmente extenso en la pintura renacentista italiana, que en este caso, está dictado por la narrativa, y resuelto con las grandes nubes añadidas que botan lluvia invisible al mar, iluminada por el parpadeo de un rayo dorado de luz. Un efecto similar se aprecia en el Pasaje del Mar Rojo de la Capilla Sixtina. Mientras el efecto de la tormenta está bien representado en el lado izquierdo de la obra, a la derecha se sitúa un clima contrario: tiempo claro y un camino hacia una ciudad amurallada. Este paseo muestra una gran variedad de formas y caracteres, tanto en los ropajes de los personajes (inspirados probablemente en la tradición iconográfica de los Reyes Magos) como en sus distintas simbologías. Se aprecian las vestiduras de un cardenal, un alabardero, un caballero que sostiene por una correa a un galgo, un exótico caballo de color blanco, hasta un curioso viajero con la cara vendada y una especie de sombrero con forma de paraguas.
Para esta escena existen dibujos preparatorios de Rafael, especialmente en la zona del paseo.

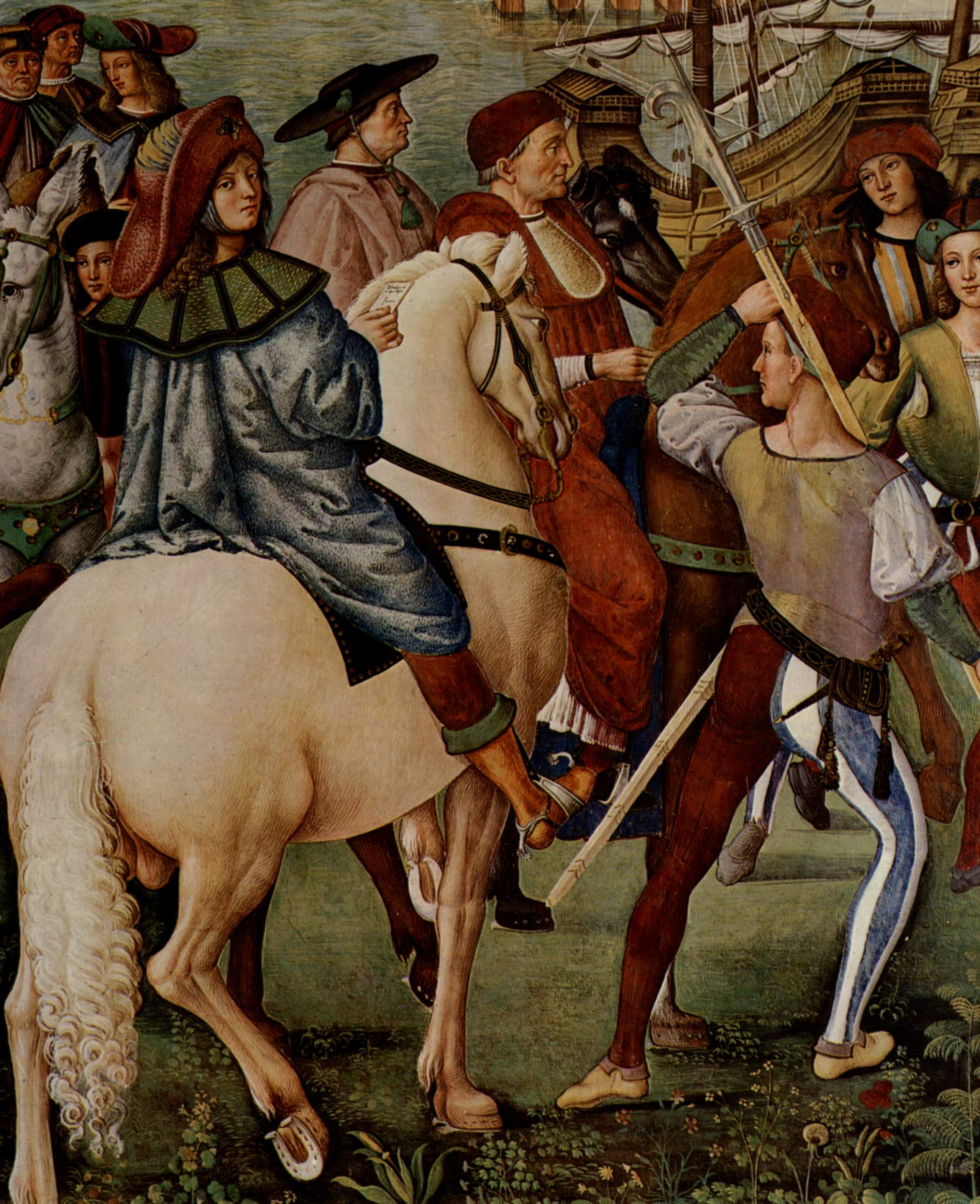
Detalle
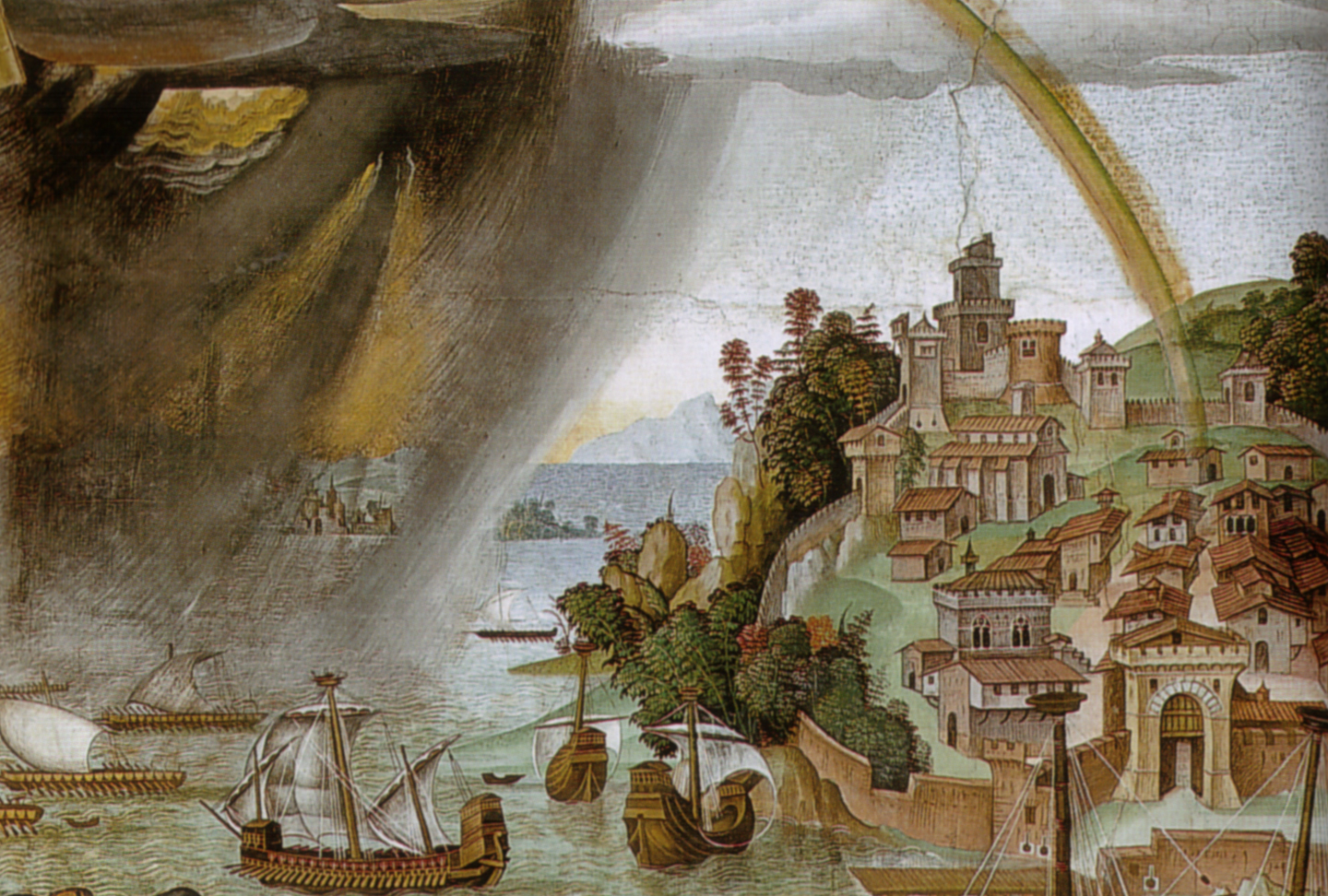
Detalle de la tempestad

#### Eneas Silvio como embajador en la corte de Escocia

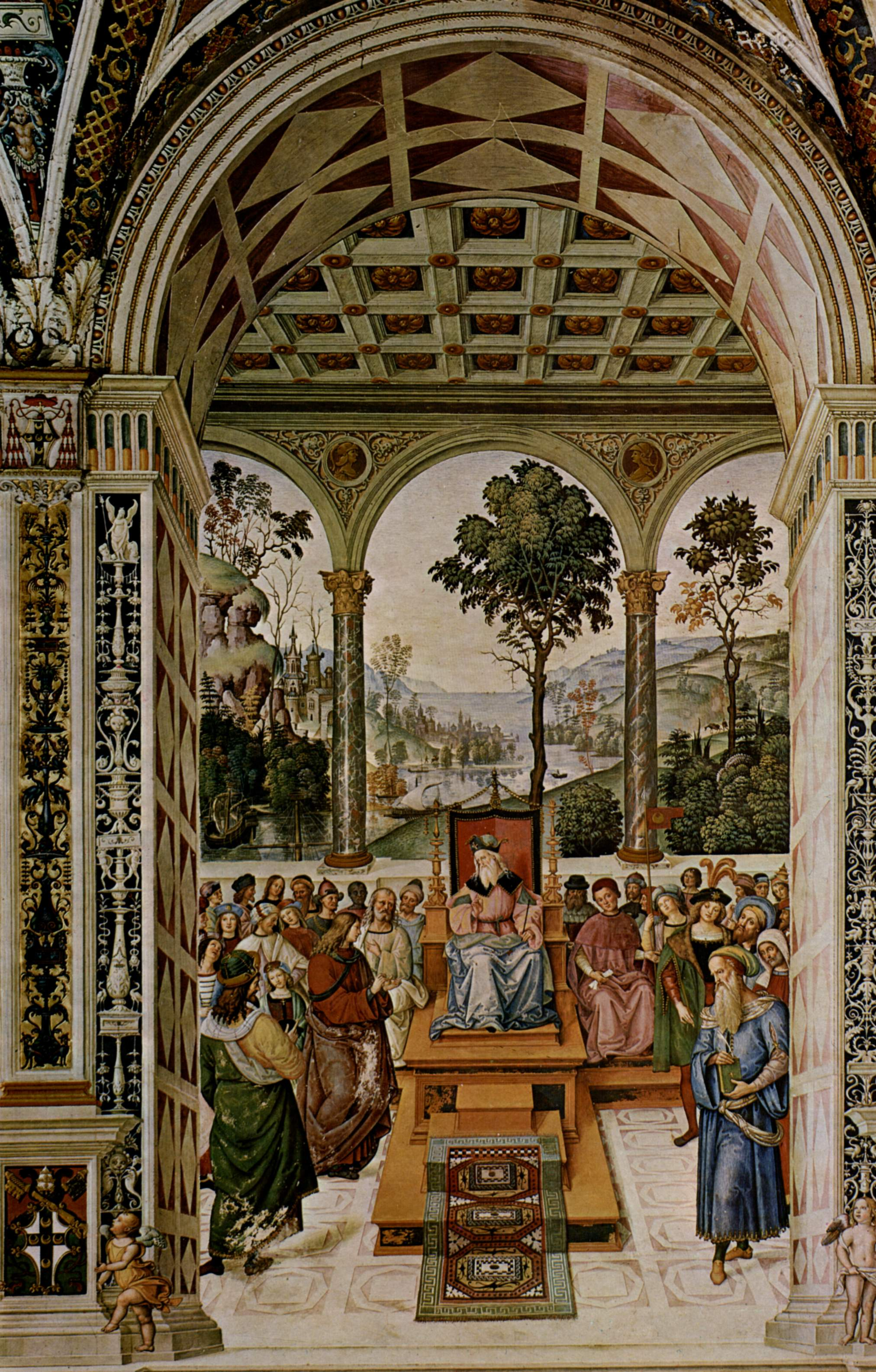
Eneas Silvio como embajador en la corte de Escocia.

La siguiente escena muestra a Eneas Silvio quien, a pedido del cardenal Niccolò Albergati, viaja a la corte del rey de Escocia Jacobo I con un mandato del Concilio de Basilea para lograr una alianza. La escena, centrada en el trono del monarca, se encuentra en un magnífico edificio con una visión angular, lo que le permite al espectador observar tanto el suelo, con cuadrados blancos geométricos y una alfombra oriental; y el techo, con casetones y rosetones de oro.
Detrás de los personajes principales se abre una gran logia decorada a la antigua (capiteles corintios sobre las columnas, medallones y espirales en las enjutas), que permite mostrar un paisaje extraordinario. Tradicionalmente, a la usanza de Pinturicchio, el paisaje está animado por algunos elementos extraños, como un afloramiento rocoso de la izquierda y una ciudad que se alza a lo largo del río, atravesado por barco, en el que percibimos un rastro de paisaje nórdico. Tradicionalmente, las umbrías corresponderían a las colinas inclinadas que se desvanecen en tonos azulados a la distancia debido a la neblina, y los muchos árboles de hojas verdes, amenizadas con reflejos dorados en el follaje.
Eneas Silvio aparece vestido de rojo, lo que atrae la mirada del monarca hacia la izquierda, donde se encuentra de pie.

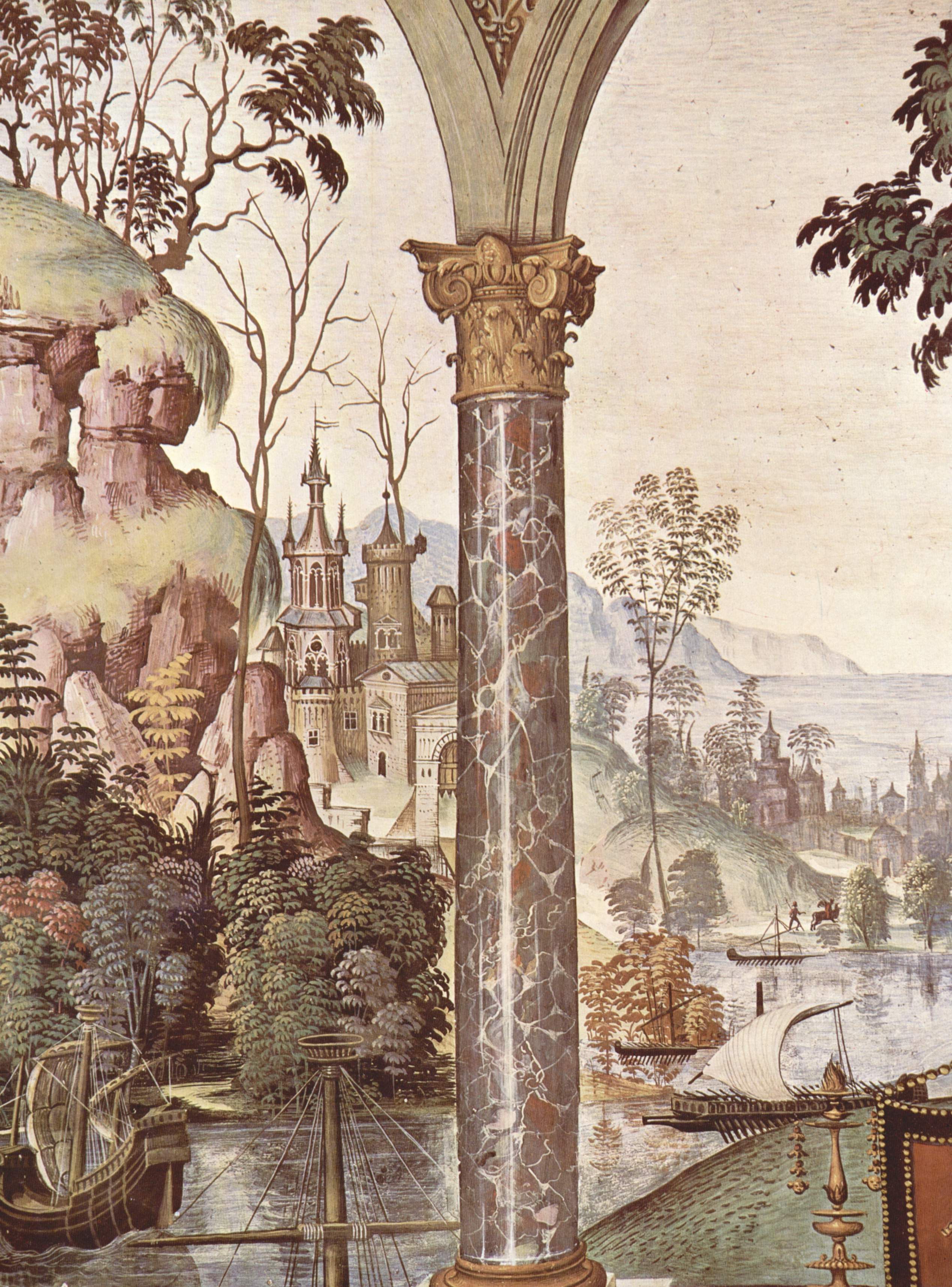
Detalle

#### Eneas Silvio coronado poeta por el emperador Federico III

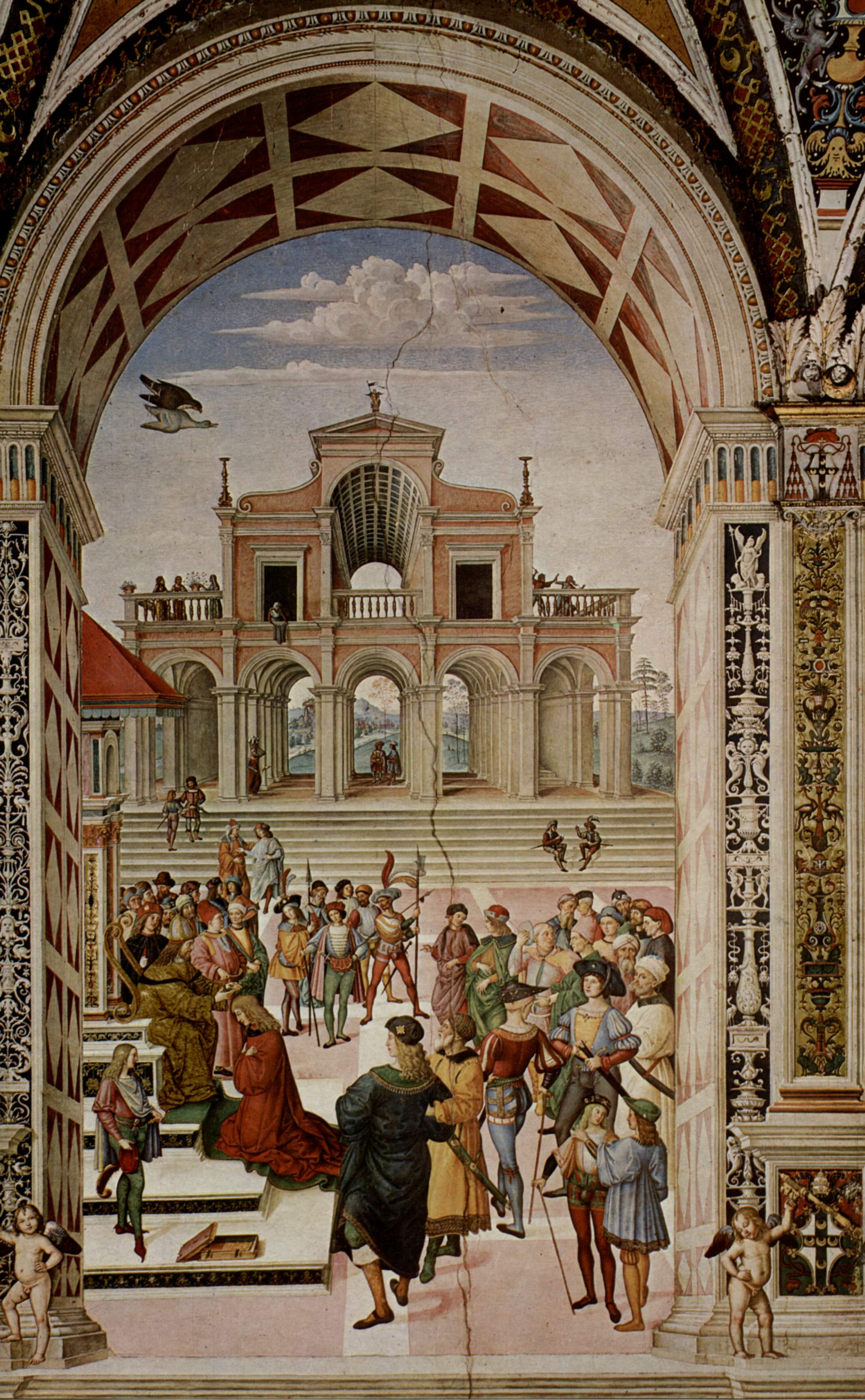
Eneas Silvio coronado poeta por el emperador Federico III.

Eneas Silvio fue enviado por el antipapa Félix V a Aquisgrán para rendir homenaje al recién elegido emperador Federico III de Habsburgo. En su corte, Piccolomini gozó de gran prestigio, obteniendo la posición de protonotario además del prestigioso laurel como poeta y otros privilegios. La escena muestra sólo la coronación, apareciendo Eneas Silvio de perfil en el centro de la composición, frente al trono del emperador, ubicado a la izquierda. Todo se encuentra en una concurrida plaza, dominada por un gran palacio de blanco y rosa, con una gran bóveda de cañón en el primer piso. Se trata de una evolución del tema de la construcción con un plan central que domina la vista utilizada por primera vez por Pietro Perugino en la Entrega de las llaves de la Capilla Sixtina, y ya desarrolladas por Pinturicchio en las escenas de la Capilla Baglioni entre 1500 y 1501.
Los guerreros del centro aparecen en un dibujo atesorado en el Museo Ashmolean de Oxford.

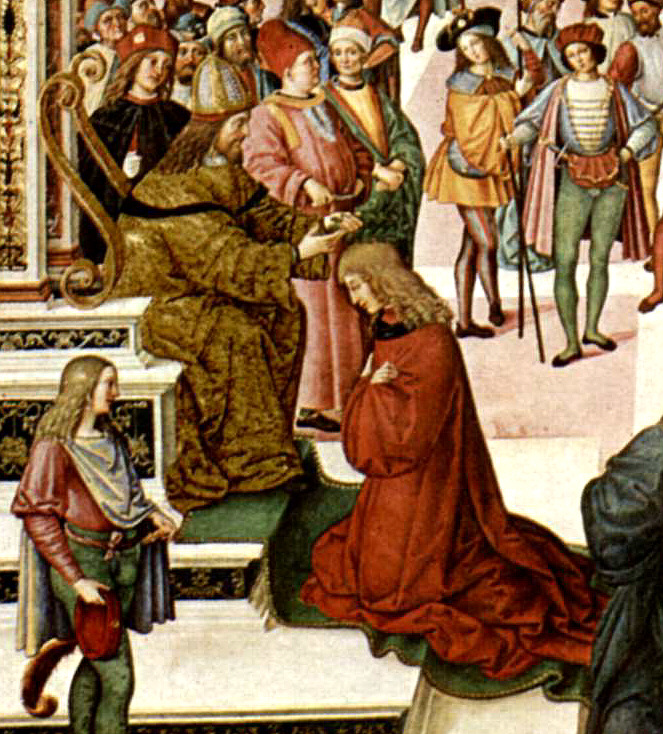
Detalle
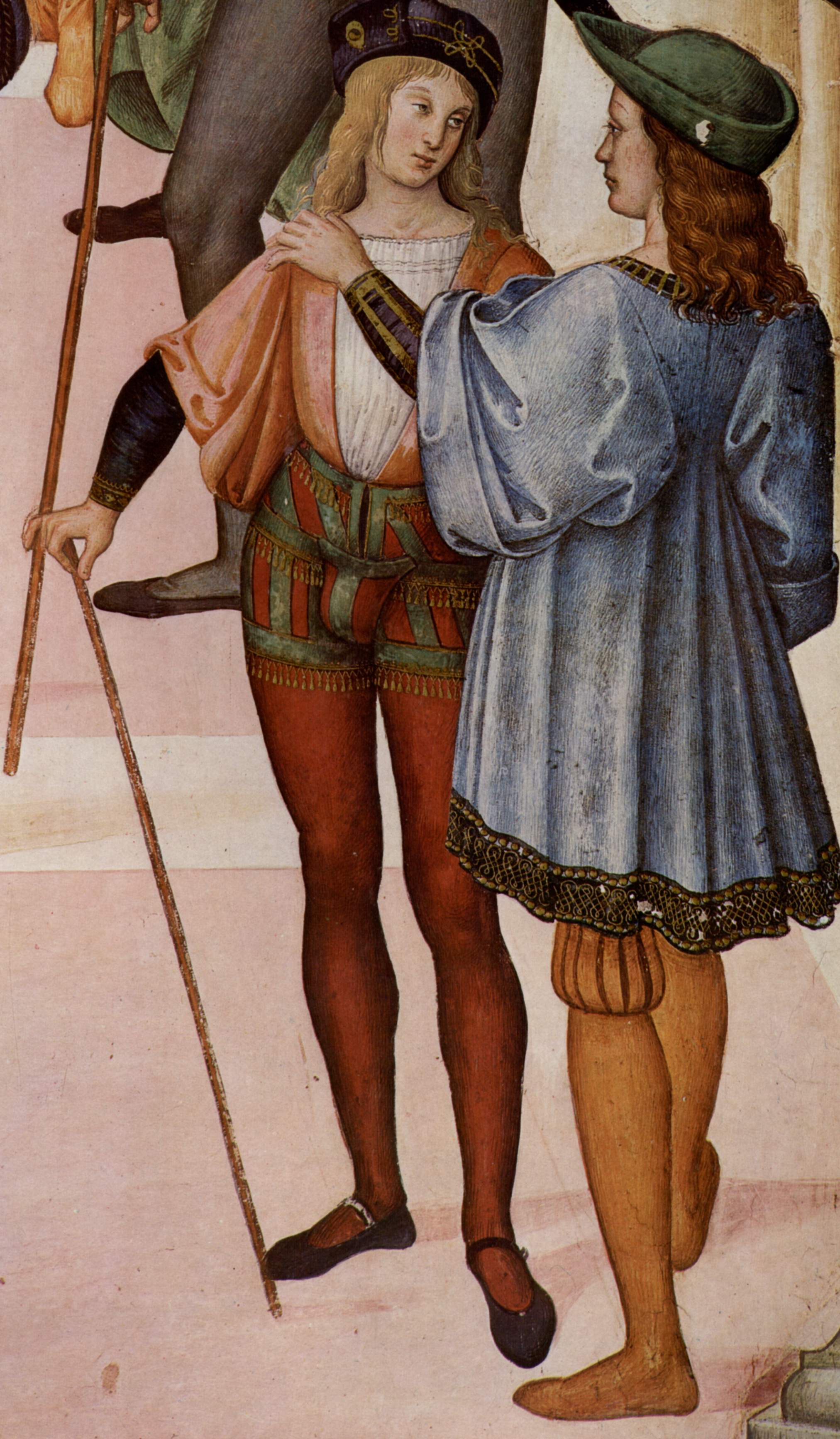
Detalle
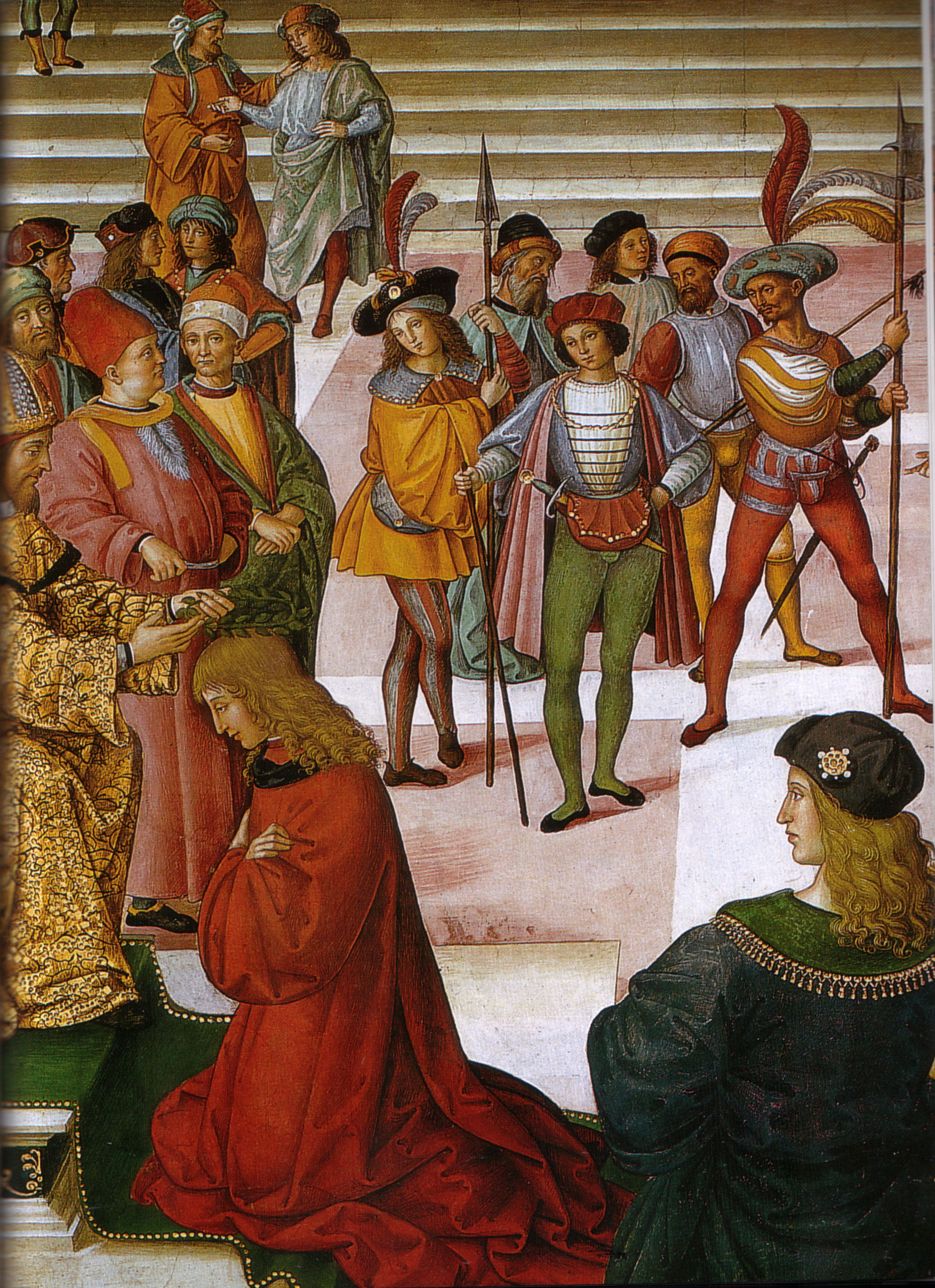
Detalle

#### Eneas Silvio se somete a Eugenio IV

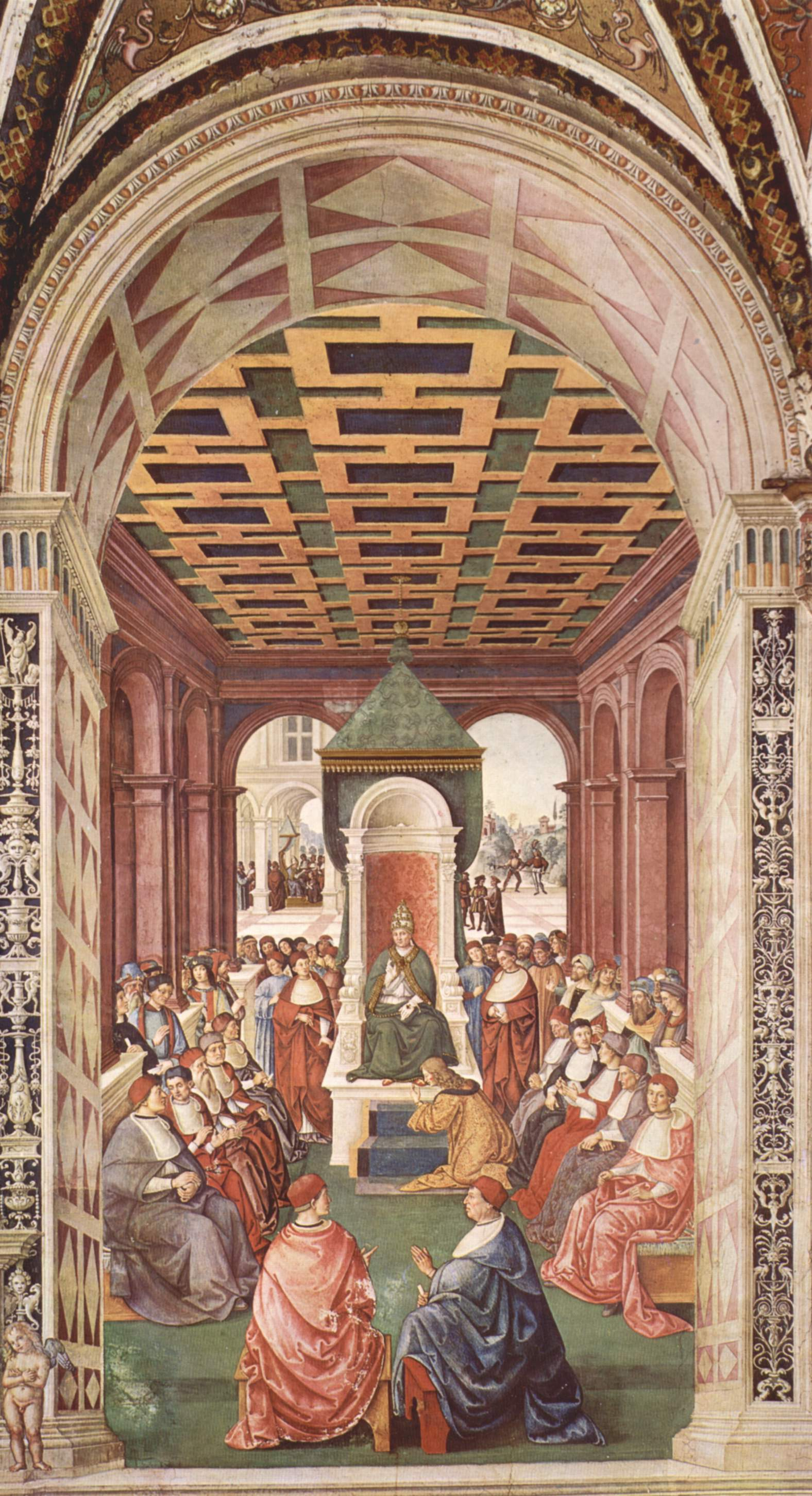
Eneas Silvio se somete a Eugenio IV.

Como representante de Federico III, Eneas Silvio hizo un acto de sumisión al papa Eugenio IV, jurando obediencia. La escena, aunque en realidad se llevó a cabo en el dormitorio del Papa enfermo, se encuentra en la sala del trono, con la acción principal organizada en el centro del círculo de cardenales. Eneas Silvio, vestido de amarillo, besa los pies del Papa, que le bendice amablemente.
Más allá de la galería se abre una vista de una ciudad, la que será el escenario de la investidura de Eneas Silvio como obispo de Trieste, en 1447.

#### Eneas Silvio, obispo de Siena, presenta a Leonor de Portugal al emperador Federico III

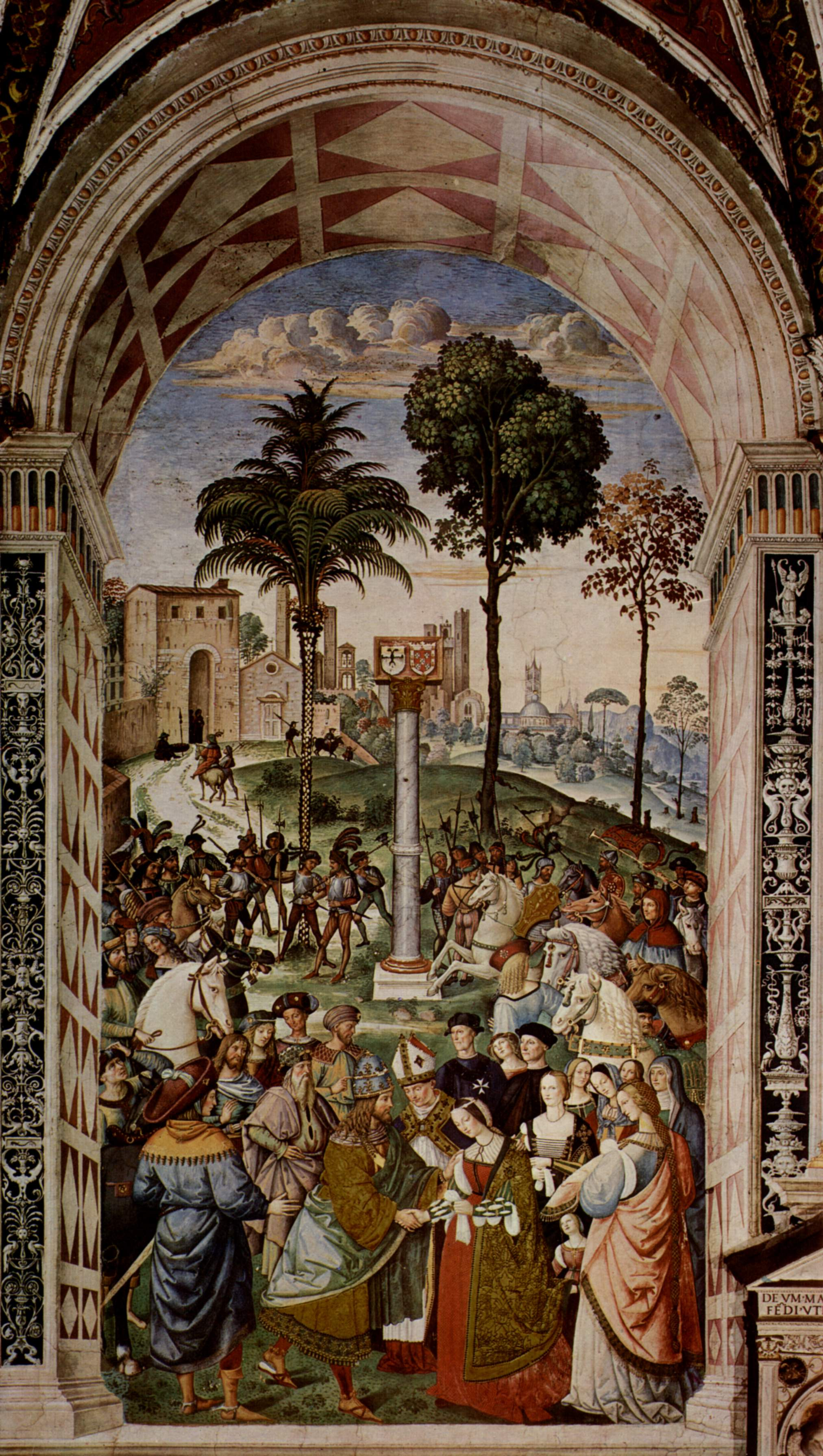
Eneas Silvio, obispo de Siena, presenta a Leonor de Portugal al emperador Federico III.

Eneas Silvio, ya obispo de Siena, introduce a Federico III a su futura esposa Leonor de Portugal. El obispo se hizo cargo del matrimonio y les dio la bienvenida a su ciudad el 24 de febrero de 1452. El fondo representa la amplitud del lugar donde se desarrolla la escena, fuera de la Porta Camollia. Se aprecia la columna central con los escudos de armas de la pareja, que fue erigida para la ocasión por la República de Siena, y que aún existe en la actualidad. Se reconoce el Antiporto de Camollia, la columna de Portugal, la desaparecida iglesia de San Basilio, la Catedral y el "Facciatone".
La composición fue proyectada por Rafael alrededor de 1502 y 1503 (Nueva York, Pierpont Morgan Library), y que será posteriormente, reinterpretado en sus Desposorios de la Virgen de 1504.
Entre los muchos transeúntes, se insertaron varios retratos de sieneses contemporáneos a la ejecución de la obra, como Alberto Aringhieri, trabajador de la Catedral y Caballero de Rodas; Andrea Piccolomini, hermano de Pío III, y su esposa Agnes. Los soldados de Federico III tienen todas sus caras genéricas.

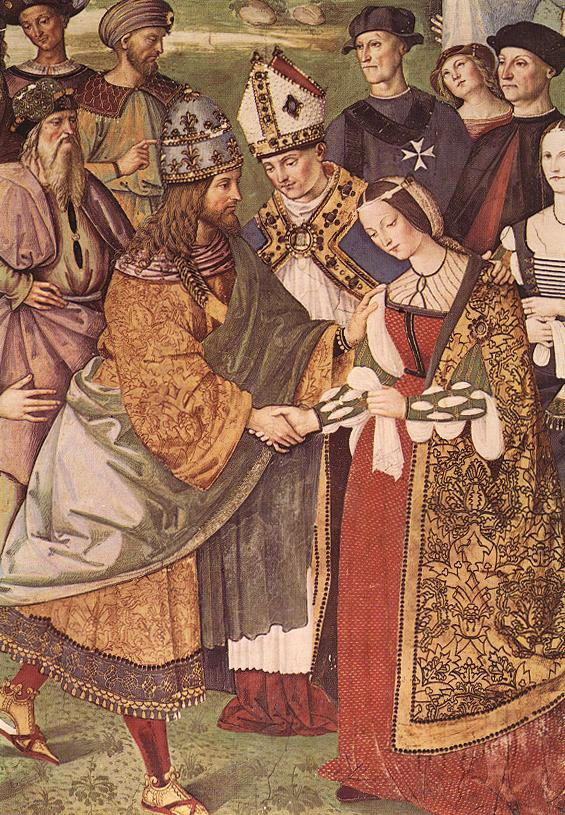
Detalle

#### Eneas Silvio recibe el capelo cardenalicio

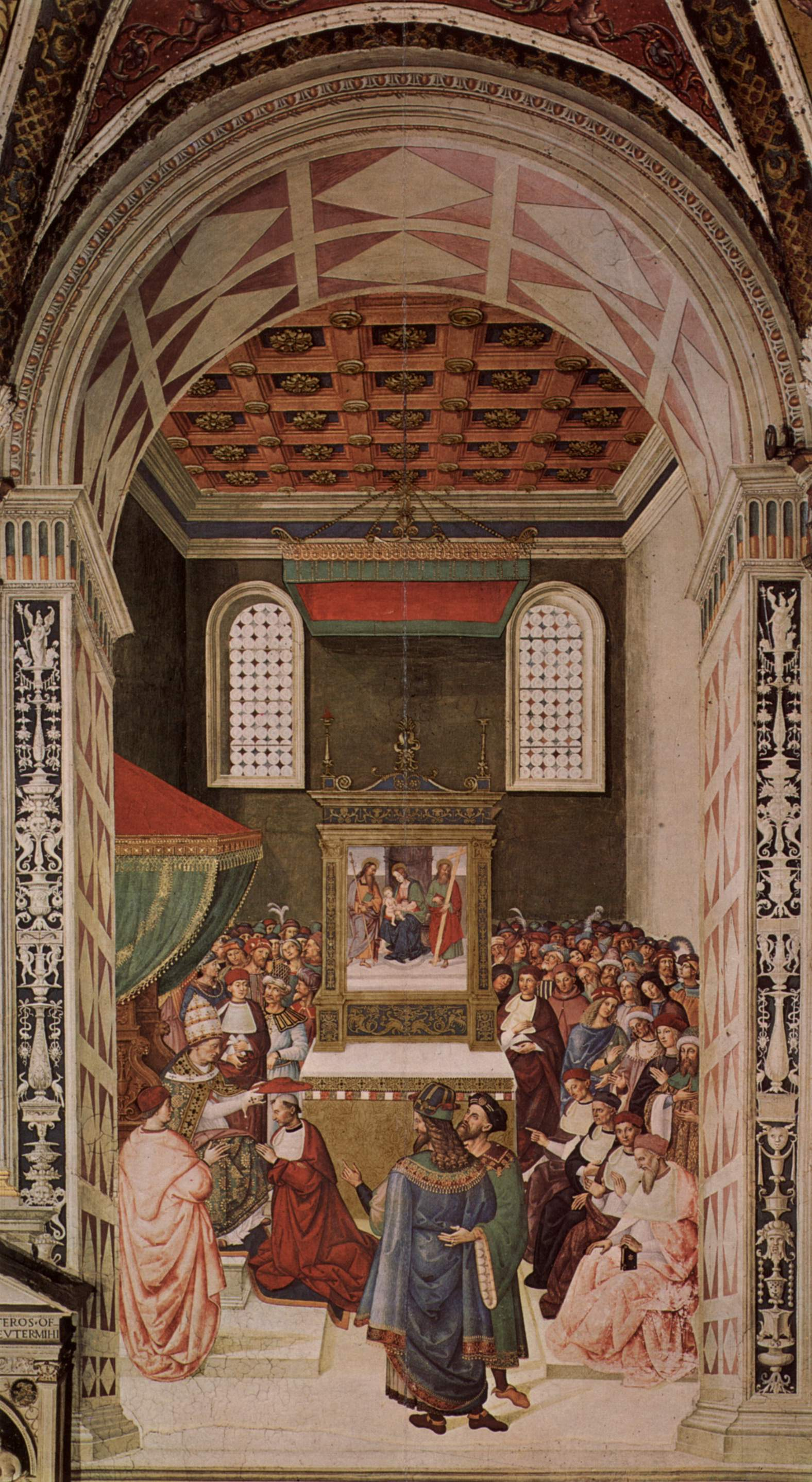
Eneas Silvio recibe el capelo cardenalicio.

El nombramiento de Eneas Silvio como cardenal data de 1456, por el papa Calixto III, con el título de Santa Sabina. Esta escena se desarrolla en un interior suntuoso con una vista en perspectiva de gran angular como los demás. En primer plano, a la izquierda, el Papa está apoyando el capelo cardenalicio en la cabeza de Piccolomini, que se encuentra de rodillas. Se incluyen a varios cortesanos, entre los que se encuentran dos personas que dan la espalda al observador, introduciéndolo a la obra, y que con un gesto indican el enfoque de la escena.
Un ambiente de júbilo se desarrolla en el centro del altar de la capilla, decorada con un retablo de una conversación de la Virgen y el Niño con los apostóles Santiago el Mayor y Andrés, dos protectores de la familia Piccolomini.

#### Pío II, coronado pontífice, entra en el Vaticano

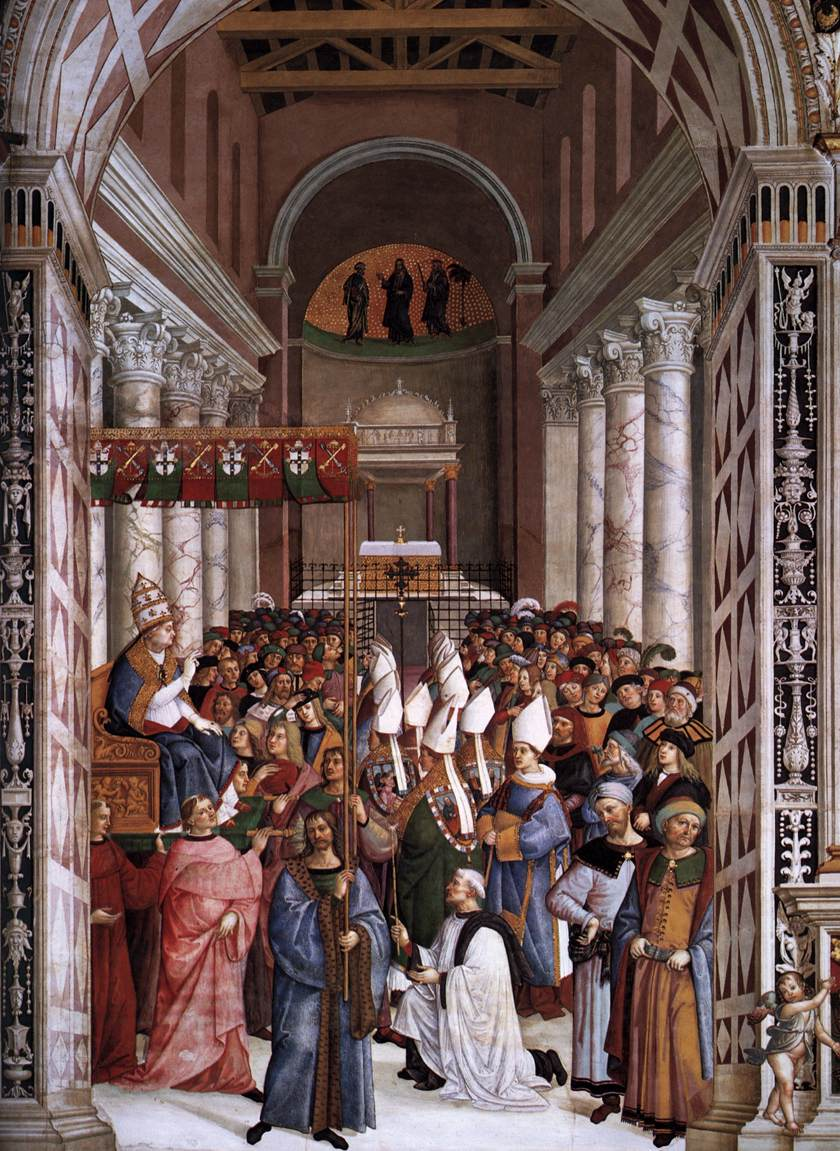
Pío II, coronado pontífice, entra en el Vaticano.

La llegada de Pío, como nuevo pontífice, en San Juan de Letrán el 3 de septiembre de 1458, se organiza de una manera dinámica. Se aprecia la silla gestatoria entrando por la izquierda, con el Papa sentado de perfil e impartiendo la bendición. No se representa la culminación de la ceremonia, cuando se enciende la llama que recuerda al Papa la fugacidad de la vida terrenal.
Una hilera de obispos con mitras blancas camina hacia el fondo de la nave central, que está representada, aunque con adaptaciones, antes de la siguiente reconstrucción de la archibasílica.

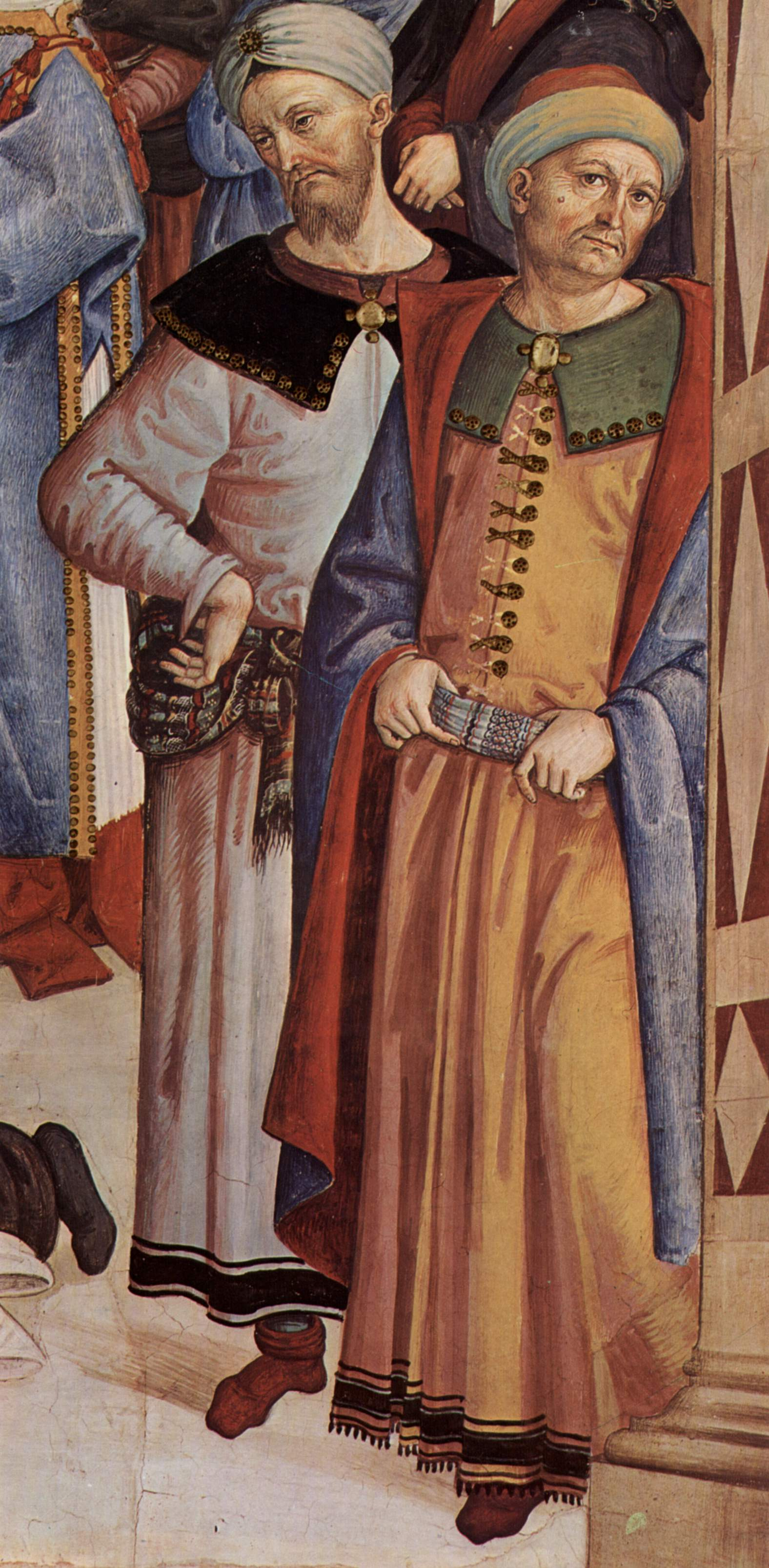
Detalle
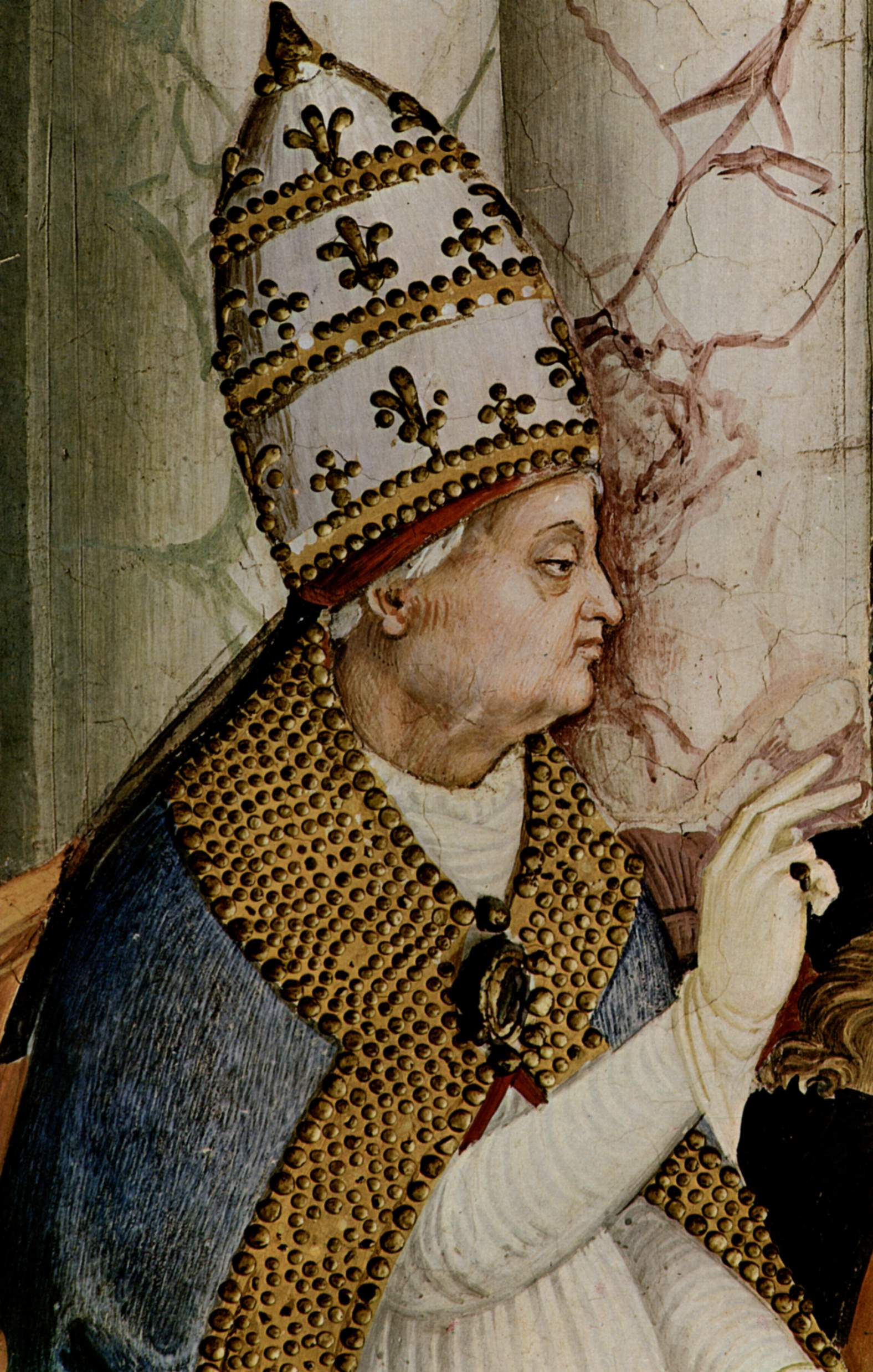
Detalle
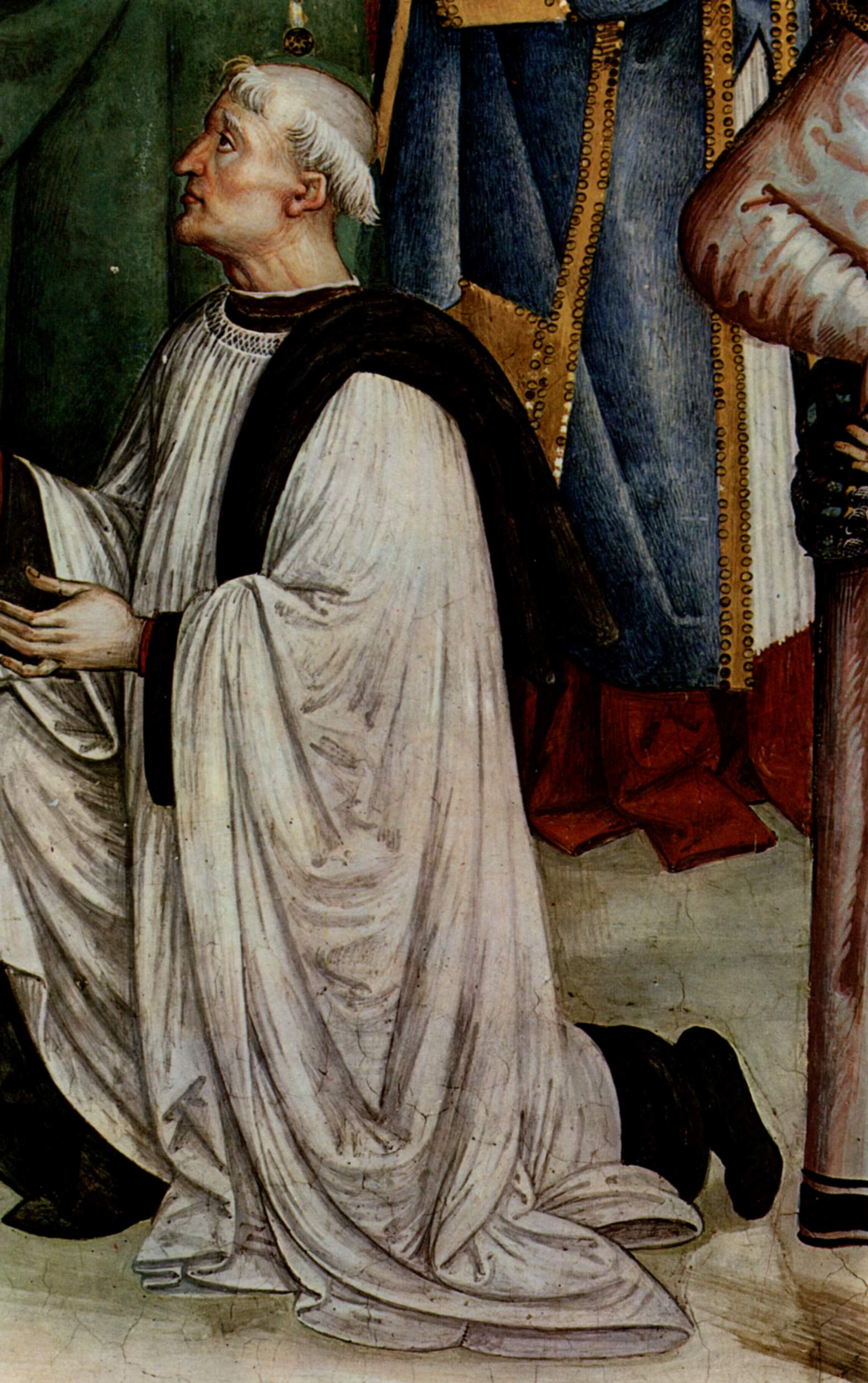
Detalle

#### Pío II convoca al Concilio de Mantua

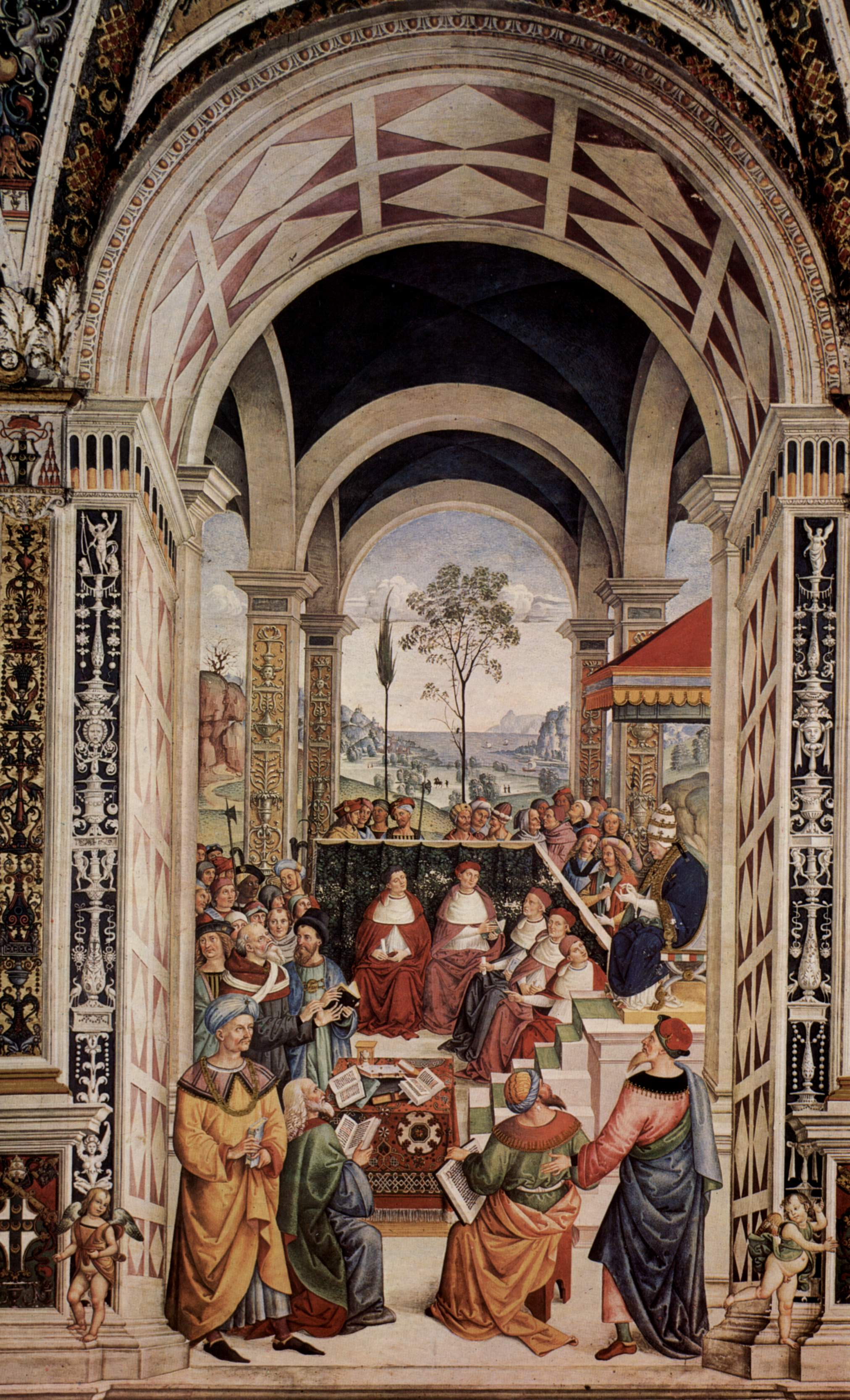
Pío II convoca al Concilio de Mantua.

Entre las prioridades del pontificado de Pío II se encontraba el avance de los otomanos y recuperar Constantinopla tras la conquista de 1453. En esta lógica se llamó a una dieta a principios de 1459 en Mantua (también conocida como el Concilio de Mantua), en la corte de Luis III Gonzaga. La escena se organiza de una forma bastante inusual: el pórtico permite ver el paisaje de las umbrías; y el trono, esta vez a la derecha, también está presente en otras escenas de la Biblioteca. Lo más original es la cortina que separa el grupo de cardenales en el centro de un gran grupo de personas presentes. En el primer piso, en torno a una mesa cubierta con una alfombra y con libros y otras herramientas encima, se aprecian una serie de dignatarios, incluyendo al patriarca Genadio II de Constantinopla, de pie.

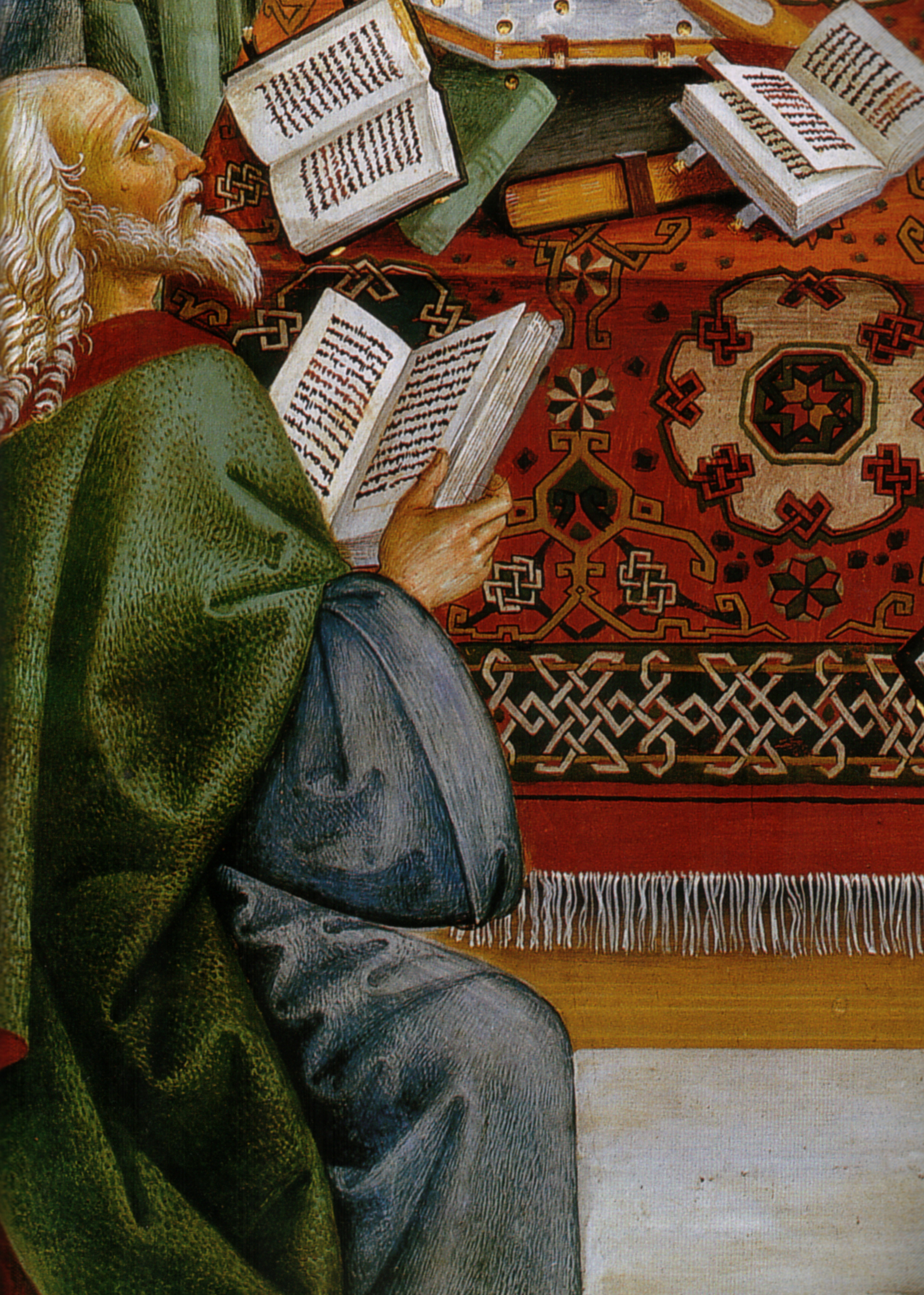
Detalle

#### Pío II canoniza a Catalina de Siena

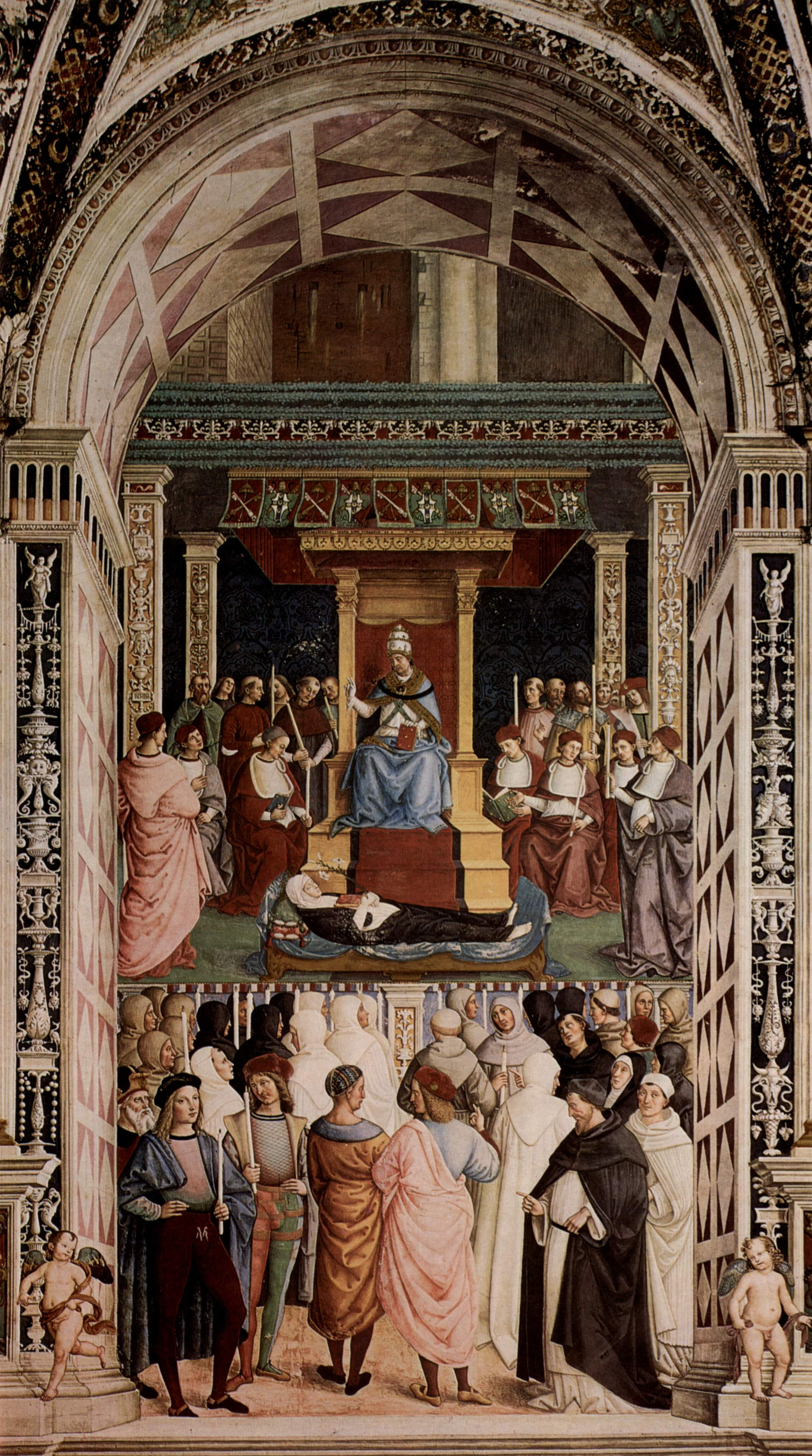
Pío II canoniza a Catalina de Siena.

El proceso de canonización de Catalina de Siena finalizó el 29 de junio de 1461. La escena se organiza, en diferencia a las otras composiciones, en dos espacios principales superpuestos: uno con la tribuna y el trono papal, con Pío II cubierto por un elegante dosel pintado en grutesco (donde se puede leer el misterioso nombre de "Bimbo"), y el cuerpo de la santa a los pies de la escalera; y una sección inferior con espectadores, incluyendo clérigos y laicos, algunos con velas encendidas. Destacan en este último grupo, los dos caballeros vueltos, con ropa ostentosa, que la tradición identifica con los retratos de Rafael y Pinturicchio. Esto es muy similar al autorretrato en la Capilla Baglioni.
Sorprendentemente realista es el telón de fondo arquitectónico sobre el dosel, con un tramo sombrío y mutilado de la antigua Basílica de San Pedro.

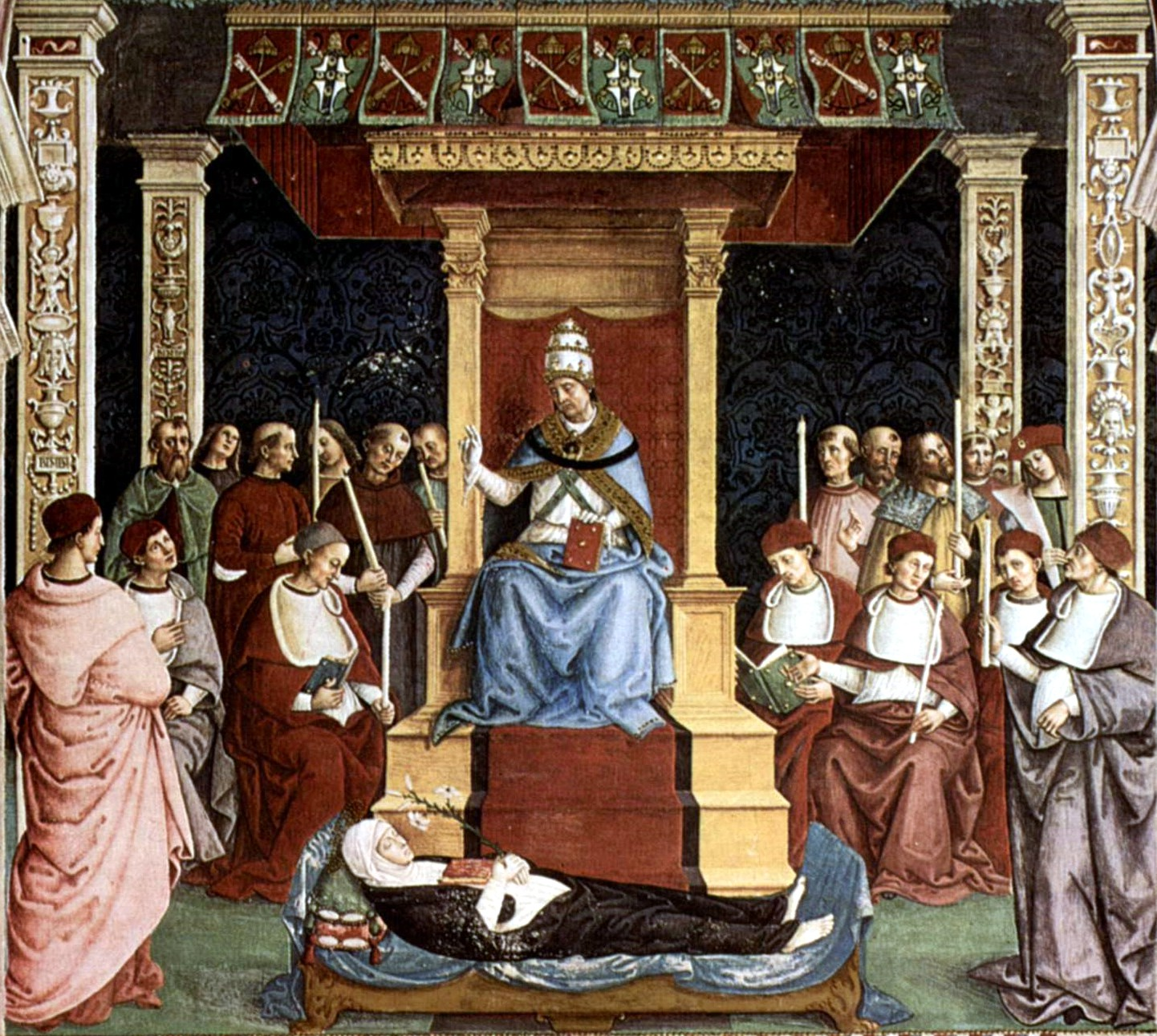
Detalle
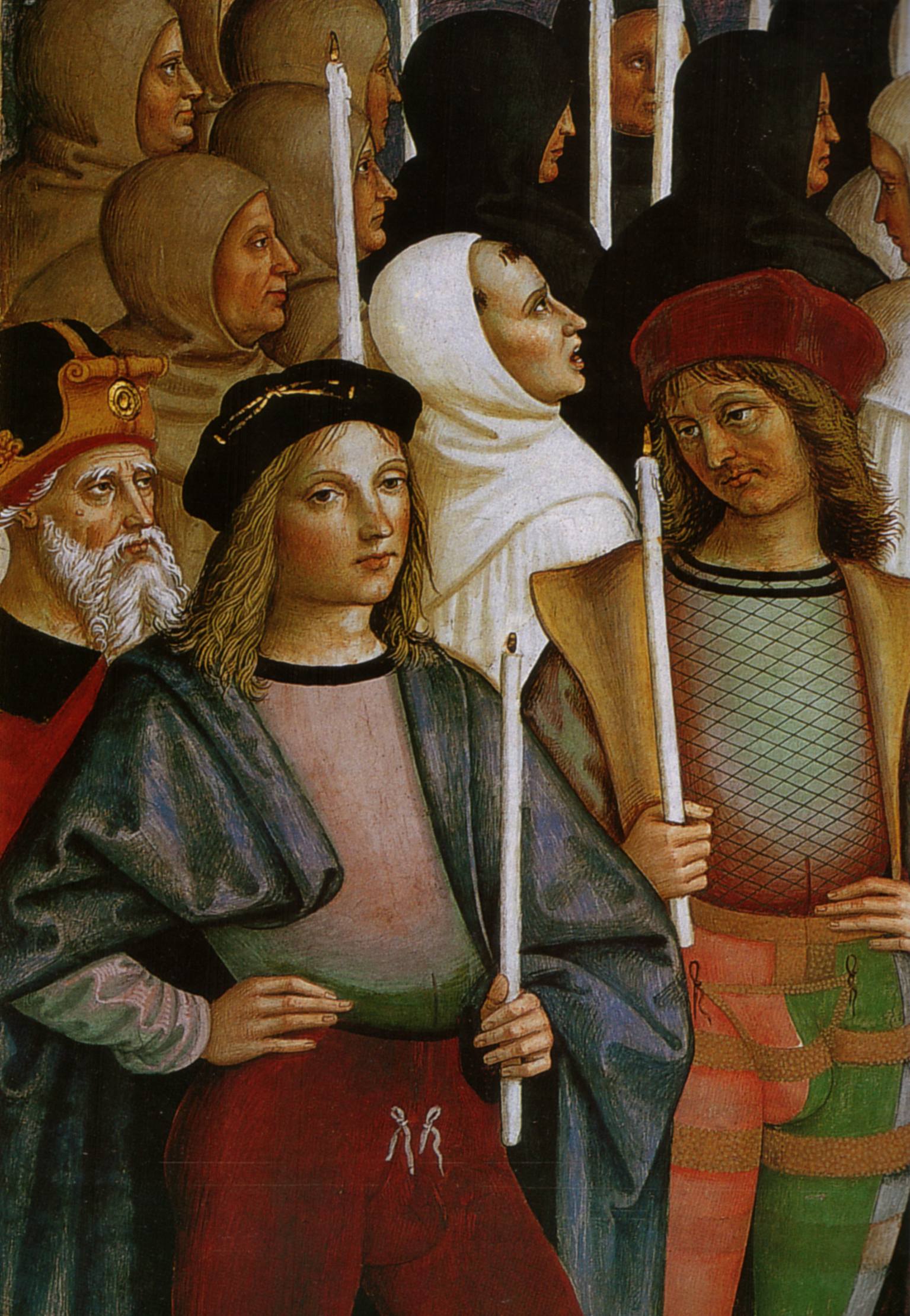
Detalle

#### Pío II llega a Ancona para dar inicio a la cruzada

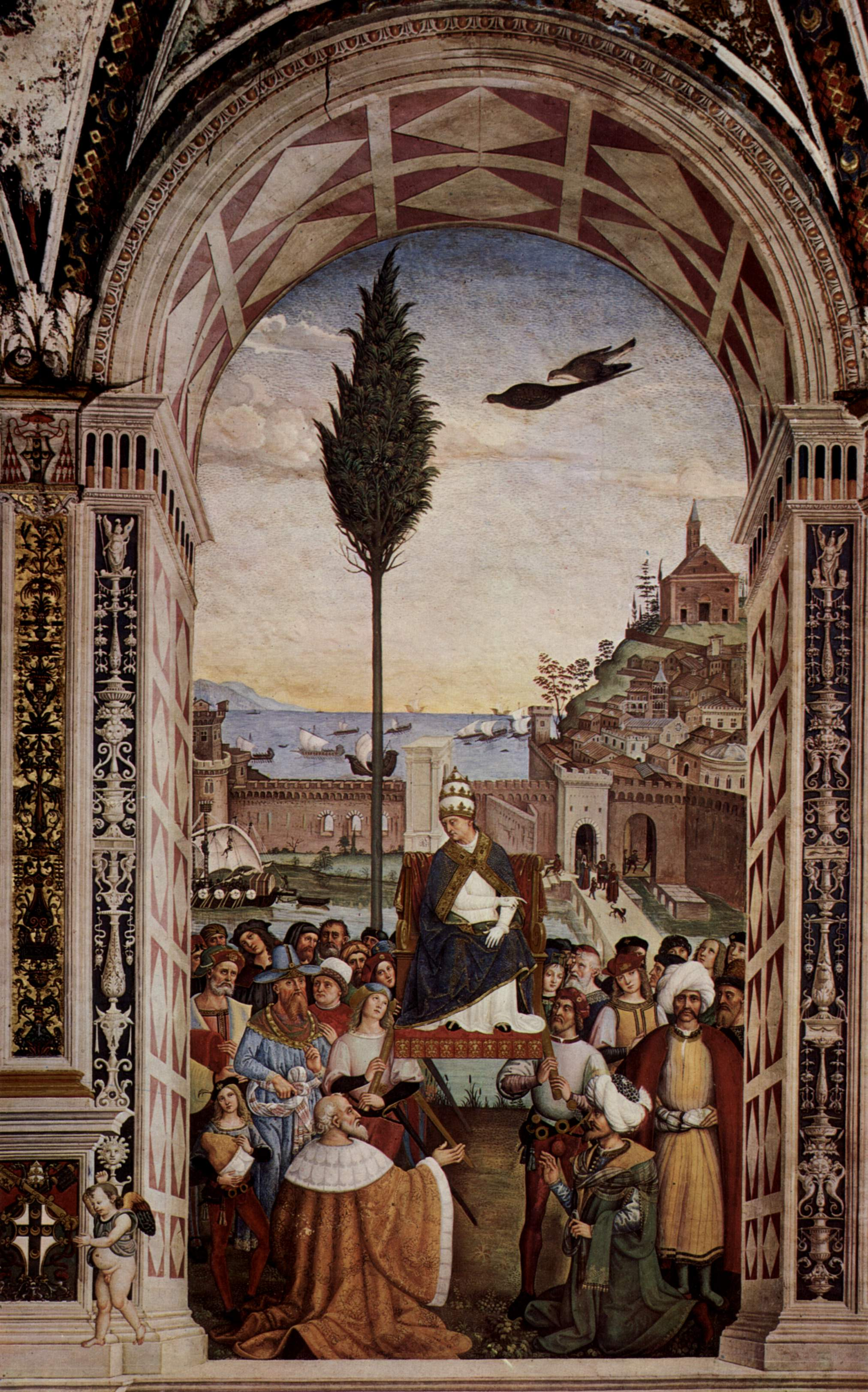
Pío II llega a Ancona para dar inicio a la cruzada.

La última apuesta de Pío II era el realizar una cruzada contra los turcos, buscando participar personalmente para superar las reticencias de los príncipes italianos. Para ello, ya viejo y enfermo, viajó a Ancona en junio de 1464, donde llegó justo a tiempo para ver la llegada de la flota veneciana.
La escena, obviamente, tiene un tono de celebración que está fuera del posterior fracaso de la empresa, con el Papa, en el centro, sentado en su silla gestatoria, parece dar órdenes. La tradición reconoce varios retratos en el fresco: el dux de Venecia Cristoforo Moro de rodillas, el dignatario oriental Hassan Zaccaria, el derrocado Príncipe de Samos Tomás Paleólogo, y Calapino Bajazet, hijo del sultán que es mantenido como rehén por Roma.
Algunos argumentan que Pinturicchio copió dibujos orientales de túnicas, que Gentile Bellini hizo en Constantinopla durante un viaje; aunque en realidad la misma corte papal podía ofrecer la oportunidad a Pinturicchio con la presencia de numerosos exóticos invitados.
La vista de Ancona, en el fondo, con las galeras venecianas que llegan, es muy fiel a la realidad y reconocer las murallas del siglo XIV de la ciudad, el Arco de Trajano y la Catedral de San Ciriaco, que el pintor reelaboró en el sentido renacentista, privándolo de sus características góticos.

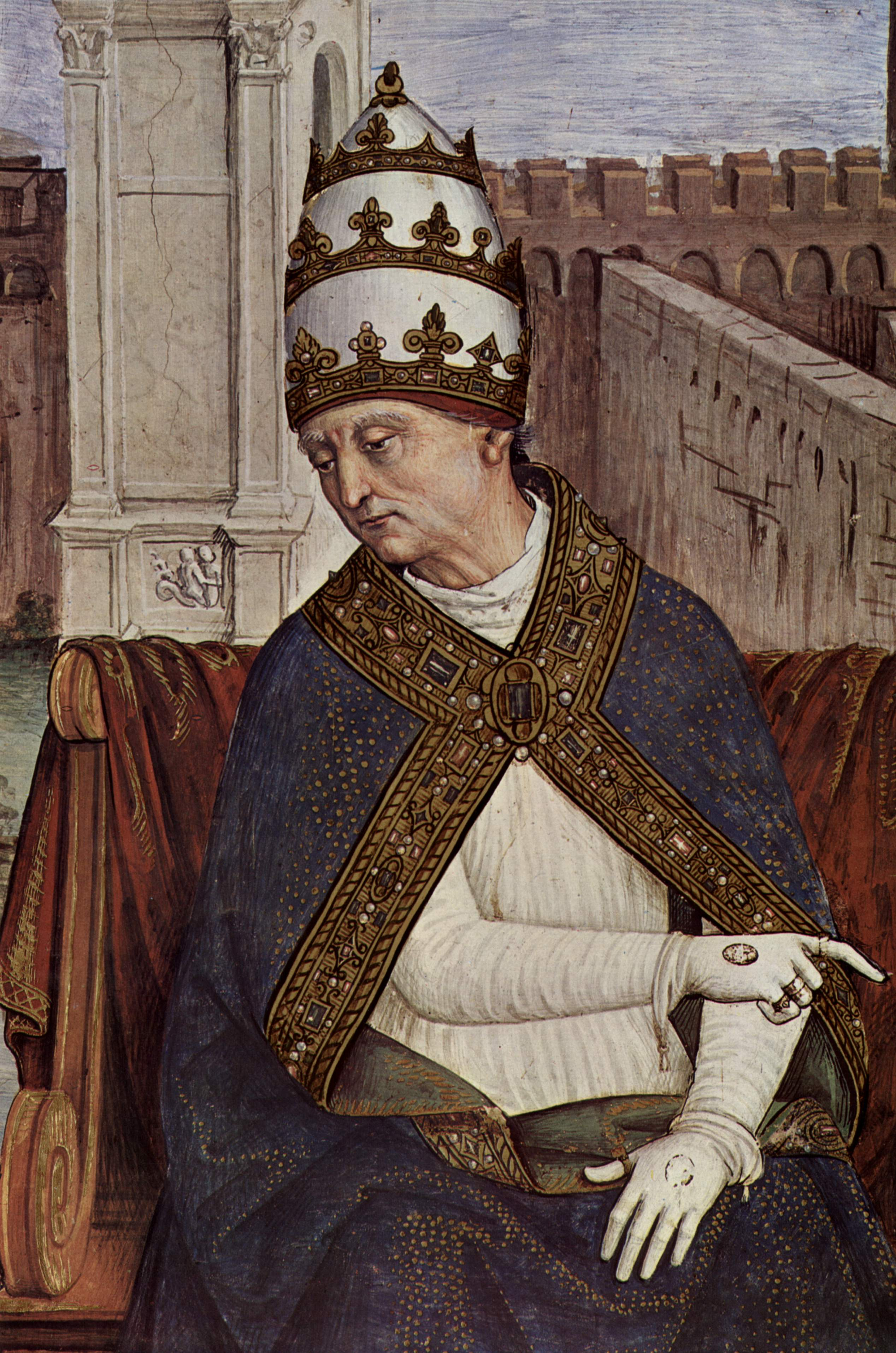
Detalle
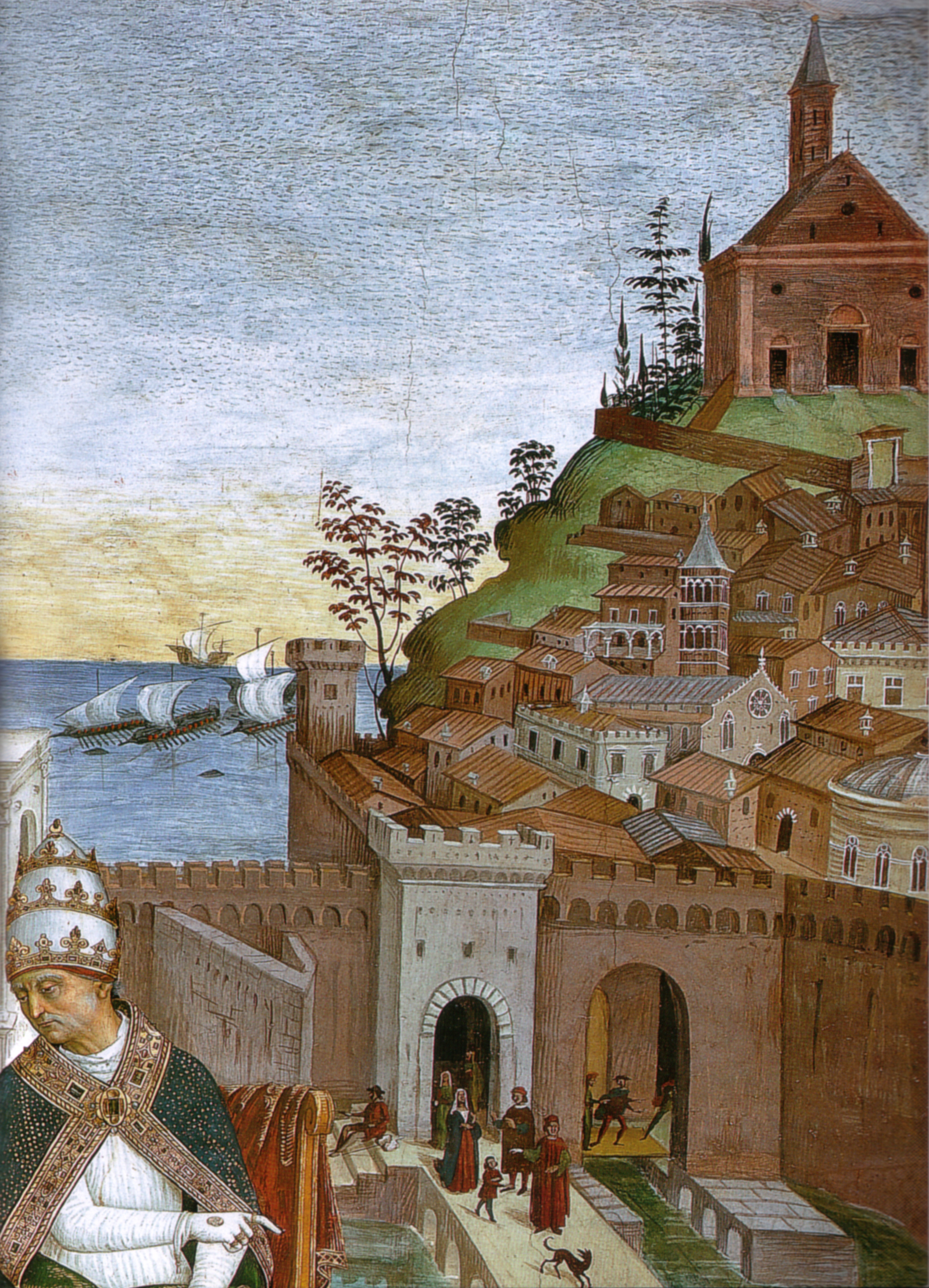
Detalle, vista de Ancona.

### LasTres Gracias

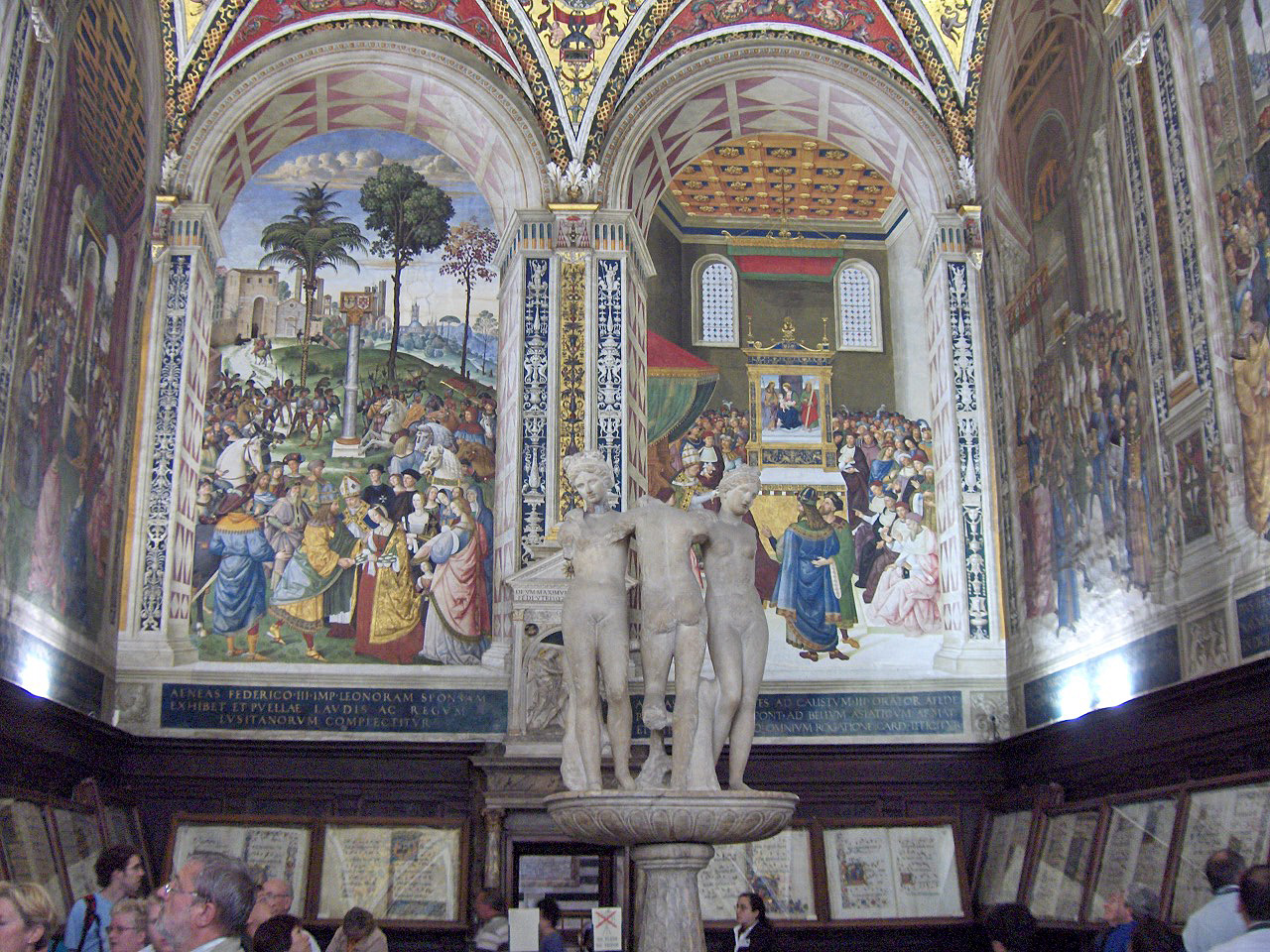
Las Tres Gracias.

La escultura en el centro de la biblioteca representa a las mitológicas Cárites. Se trata de una antigua copia romana de un original helenístico (siglos IV a II a. C.), y que era propiedad de Francesco Todeschini Piccolomini. El pedestal es obra de Giovanni di Stefano (realizado en las últimas dos décadas del siglo XV).
Las Tres Gracias son un símbolo de la ley y aportan beneficios. Con el final del Renacimiento y el consecuente desapego al arte clásico, las esculturas tuvieron una vida dura. Unos de los rectores de la Catedral, del siglo XVII, escribió que las esculturas eran indecentes y poco adaptadas a un lugar sagrado. En el siglo XIX, el Papa Pío IX durante una visita a la Catedral, la observó y dijo que era ofensivo ver tres mujeres desnudas en la sacristía de una iglesia. De hecho, la Biblioteca Piccolomini no es y nunca fue era una sacristía, pero la observación del Papa no podía ser ignorada, por lo que fue traslada al Museo dell'Opera Metropolitana del Duomo. Regresaría más tarde a la Biblioteca a finales del mismo siglo, gracias a la petición urgente de un artista ruso al Príncipe de Nápoles Víctor Manuel, con motivo de una visita de este último a Moscú. Con el advenimiento del fascismo, volvería al Museo posteriormente. De aquella época es el artículo escrito por Ugo Ojetti en la edición del 25 de febrero de 1934 del diario Corriere della Sera titulado Le Grazie in Prigione. Fue Enzo Carli quien devolvió la escultura a la Biblioteca en 1972, y luego fijó el pedestal al piso para disuadir a nuevos desplazamientos.